# 18. Juni
Der 18. Juni ist der 169. Tag des gregorianischen Kalenders (der 170. in Schaltjahren), somit bleiben 196 Tage bis zum Jahresende.

## Ereignisse

### Politik und Weltgeschehen

1156: Süditalien um das Jahr 1154

- 0217 v. Chr.: In der Schlacht bei Raphia, dem entscheidenden Aufeinandertreffen des Vierten Syrischen Krieges, besiegt das ägyptische Heer unter Ptolemaios IV. die Seleukiden unter Antiochos III.
- 0618: Mit der Thronbesteigung des Kaisers Tang Gaozu beginnt in China die Tang-Dynastie.
- 1053: In der Schlacht von Civitate besiegen die Normannen unter Richard von Aversa, Humfred von Hauteville und Robert Guiskard ein überlegenes päpstliches Heer. Papst Leo IX. gerät in Gefangenschaft und muss die normannischen Besitztümer in Süditalien anerkennen.
- 1155: Friedrich I. Barbarossa wird in Rom von Papst Hadrian IV. zum römisch-deutschen Kaiser gekrönt.

- 1156: Papst Hadrian IV. und Wilhelm I. von Sizilien schließen den Vertrag von Benevent, in dem der Papst das Normannenreich in Süditalien endgültig anerkennt. Es entsteht in der Folge ein Konflikt in der Bindung zwischen Papst und Kaiser, der die normannische Eroberung Süditaliens bekämpfen will.
- 1264: In Irland findet die erste Versammlung des Parliament of Ireland statt.
- 1363: Elisabeth von Pommern wird zur Königin von Böhmen gekrönt.
- 1391: In seinem zweiten Feldzug gegen Toktamisch, den Anführer der Goldenen Horde und Rivalen um die Macht, besiegt der Mongolenherrscher Timur mit seinen Truppen nahe dem Fluss Kondurtscha die Streitmacht des Nachfahren Dschingis Khans.

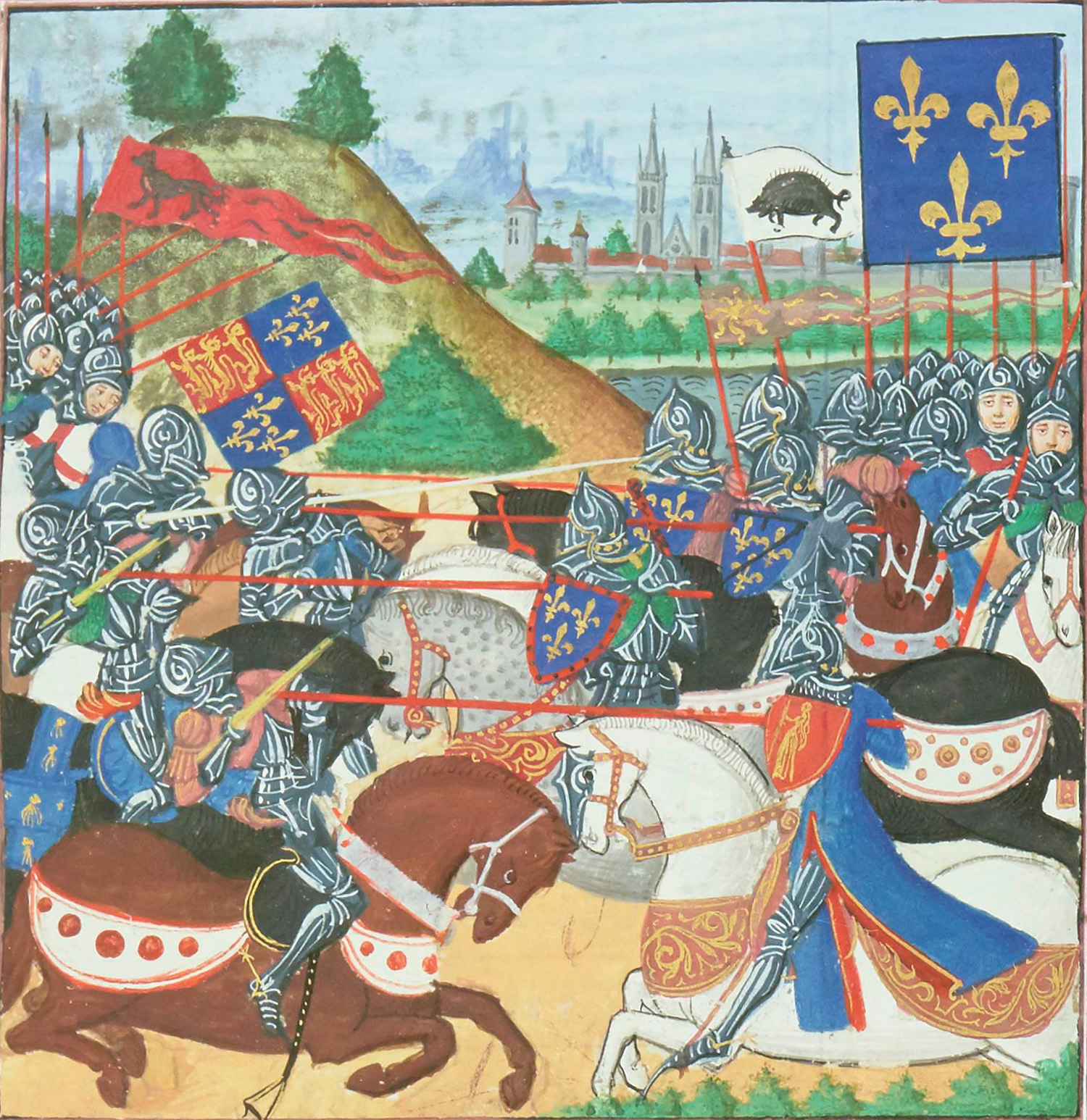
1429: Schlacht bei Patay

- 1429: Die Schlacht bei Patay im Hundertjährigen Krieg gewinnt die französische Streitmacht unter maßgeblichem Einfluss von Jeanne d’Arc gegen die englischen Truppen unter John Fastolf. Die Engländer werden beim Kampf um Orléans nach Norden abgedrängt.
- 1452: In der Päpstlichen Bulle Dum diversas gestattet Papst Nikolaus V. dem portugiesischen König Alfons V. das Erobern von Ländern der „Ungläubigen“ in Westafrika und duldet die Versklavung dieser.
- 1757: Im Siebenjährigen Krieg erleidet Friedrich der Große in der Schlacht bei Kolin mit seiner Armee die erste Niederlage. Das österreichische Heer unter Feldmarschall Leopold Joseph von Daun setzt sich durch. Fast 22.000 Soldaten kommen zusammengerechnet in dieser Schlacht um oder werden verwundet.
- 1799: In Paris misslingt der unblutige jakobinische Staatsstreich des 30. Prairial VII. Louis-Marie de La Révellière-Lépeaux und Philippe-Antoine Merlin müssen zurücktreten.
- 1803: Britisch-Französischer Kolonialkonflikt während der Koalitionskriege: Während der Koalitionskriege beginnt die Royal Navy zur Unterstützung der Haitianischen Revolution mit der Blockade von Saint-Domingue, was letztlich zur Unabhängigkeit der Kolonie Saint-Domingue, des späteren Haitis, von der Kolonialmacht Frankreich führt.
- 1812: Die USA erklären nach monatelangen Spannungen Großbritannien den Krieg. Der so genannte Krieg von 1812 bricht aus.

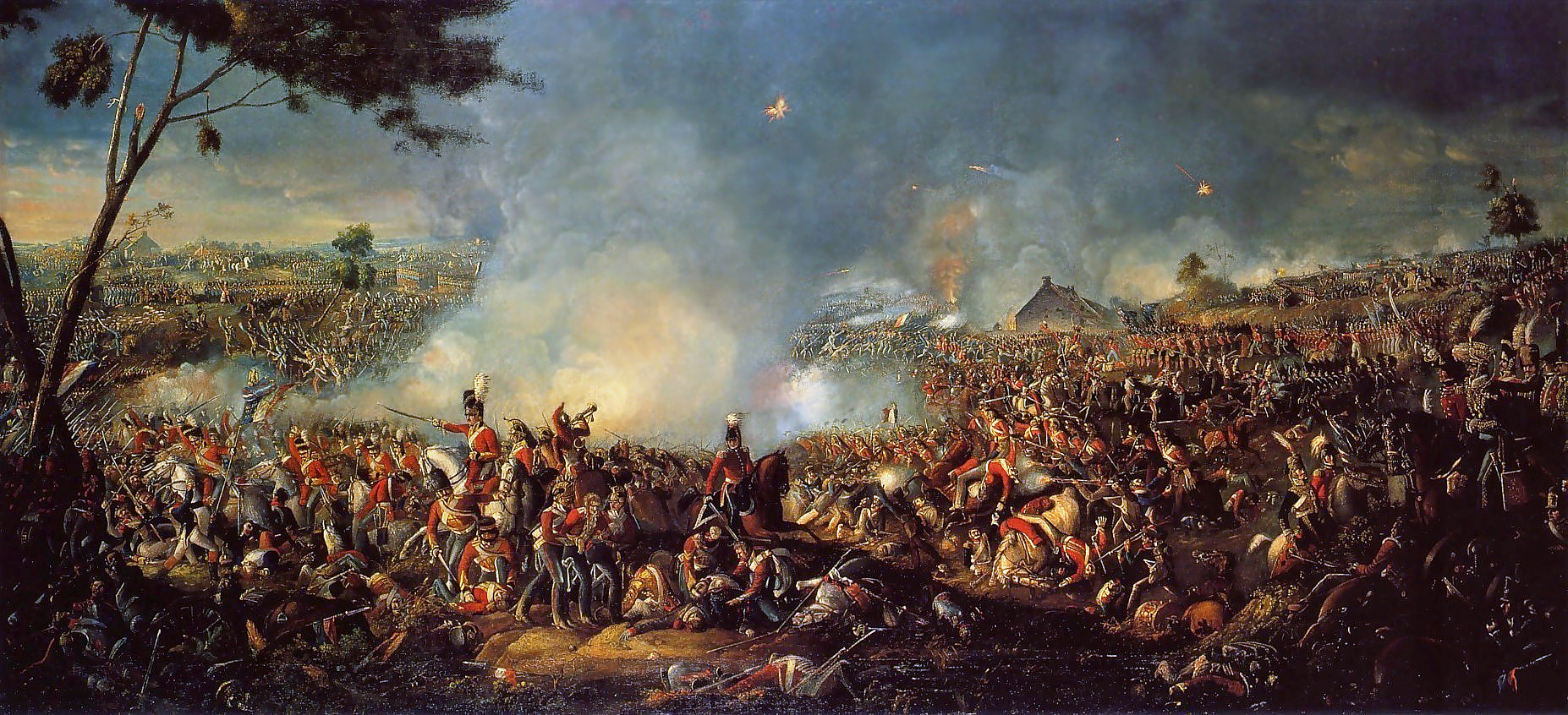
1815: Schlacht bei Waterloo

- 1815: In der Schlacht bei Waterloo wird Napoleon Bonaparte von britischen und preußischen Truppen unter Arthur Wellesley, 1. Duke of Wellington und Gebhard Leberecht von Blücher entscheidend geschlagen. Dies führt zu seiner Abdankung am 22. Juni und damit zum Ende des Französischen Kaiserreichs.
- 1822: Mit der Verbrennung des osmanischen Flaggschiffs vor Chios gelingt den Rebellen im Griechischen Unabhängigkeitskrieg unter der Führung von Konstantinos Kanaris ein aufsehenerregender Erfolg. 2000 osmanische Seeleute werden bei dieser Vergeltung für das Massaker von Chios getötet, darunter Nasuhzade Ali Pascha, der Kapudan Pascha der osmanischen Marine.
- 1825: August Neidhardt von Gneisenau wird zum preußischen Generalfeldmarschall ernannt.

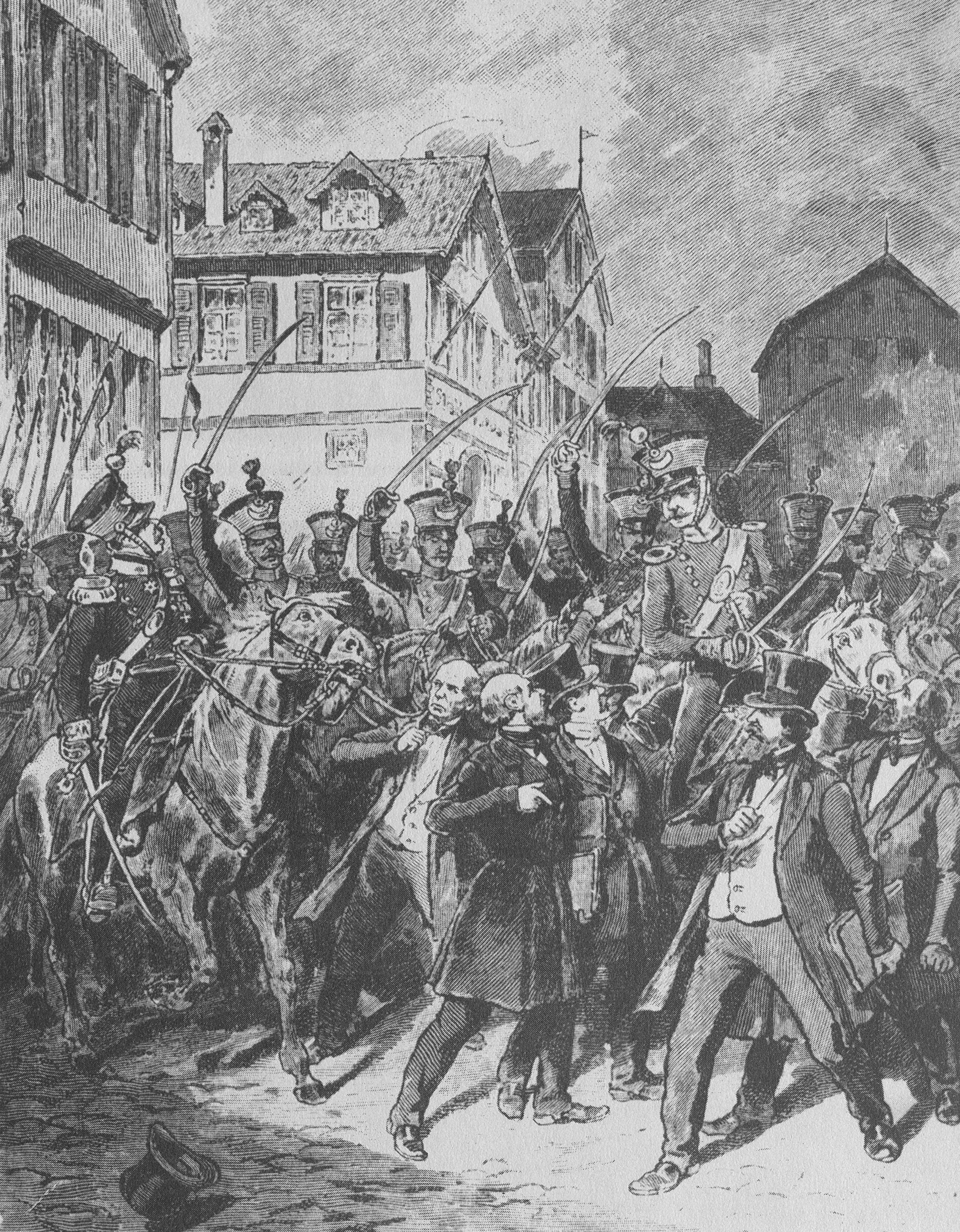
1849: Auflösung des Rumpfparlaments

- 1849: Das nach Stuttgart ausgewichene Rumpfparlament der Frankfurter Nationalversammlung wird durch militärische Gewalt aufgelöst. Nichtwürttembergische Abgeordnete werden des Landes verwiesen.
- 1881: Der geheim gehaltene Dreikaiserbund zwischen dem Deutschen Reich, Österreich-Ungarn und Russland verpflichtet die Vertragsparteien zur Neutralität im Konfliktfall mit einer vierten Partei. Das Bündnis hat eine Laufzeit von drei Jahren und ersetzt das von Russland aufgekündigte Dreikaiserabkommen von 1873.
- 1887: Das Deutsche Reich und Russland schließen den geheimen Rückversicherungsvertrag, der beide Seiten im Kriegsfall zu „wohlwollender Neutralität“ verpflichtet.
- 1925: Das Reichsgericht hebt die einzige beschlossene Fürstenenteignung in der Weimarer Republik auf. Das entsprechende Landesgesetz im Freistaat Sachsen-Gotha über die Einziehung von Besitz des Fürstenhauses Sachsen-Coburg und Gotha sei nicht verfassungsgemäß.
- 1935: Das Deutsch-britische Flottenabkommen zur Rüstungsbegrenzung wird abgeschlossen, das die deutsche Marine auf 35 Prozent der Tonnage britischer Seestreitkräfte beschränkt.

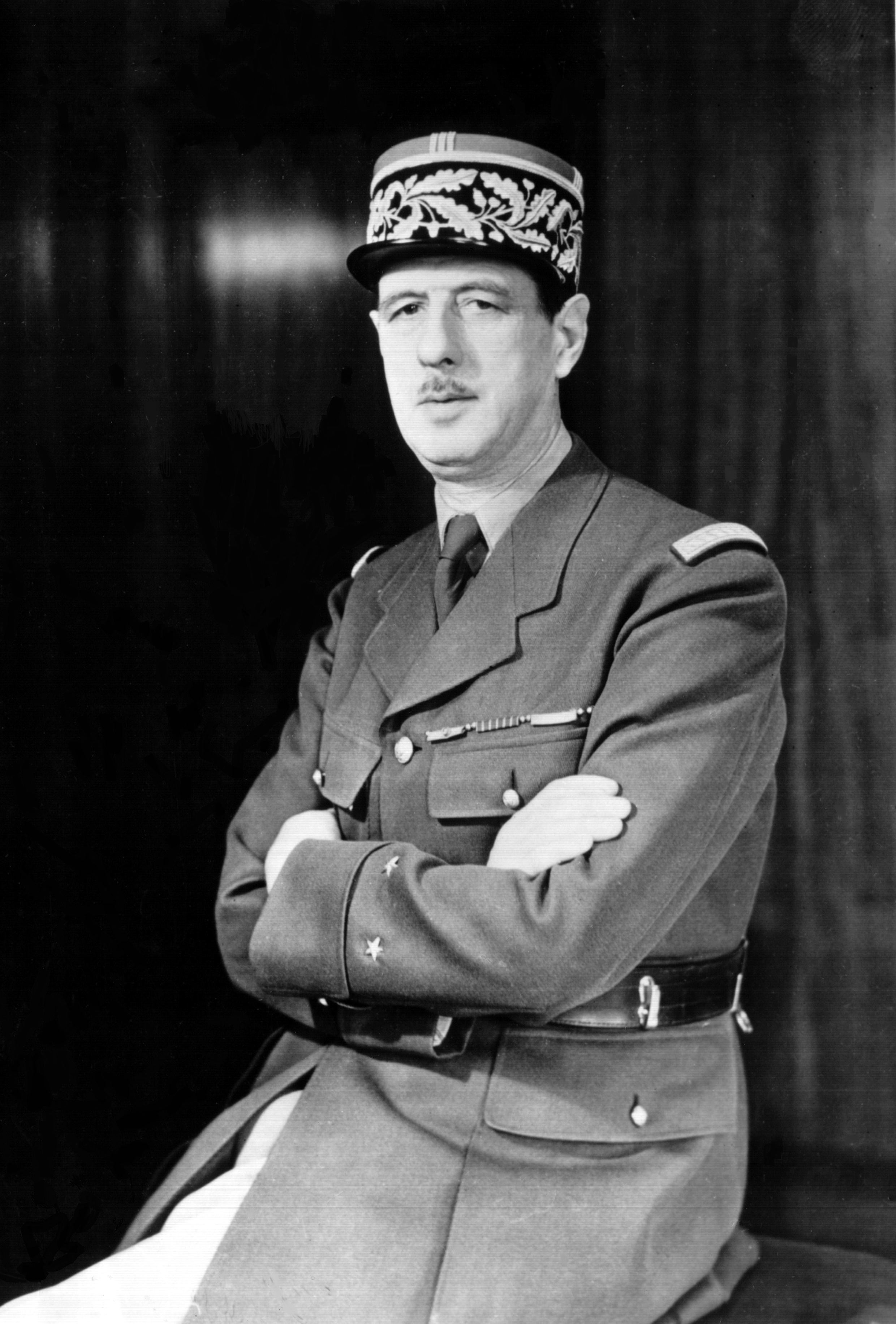
1940: Charles de Gaulle

- 1940: Der französische General Charles de Gaulle ruft von London aus zum französischen Widerstand gegen die Deutschen Invasoren auf und bildet das provisorische Nationalkomitee (Exilregierung).

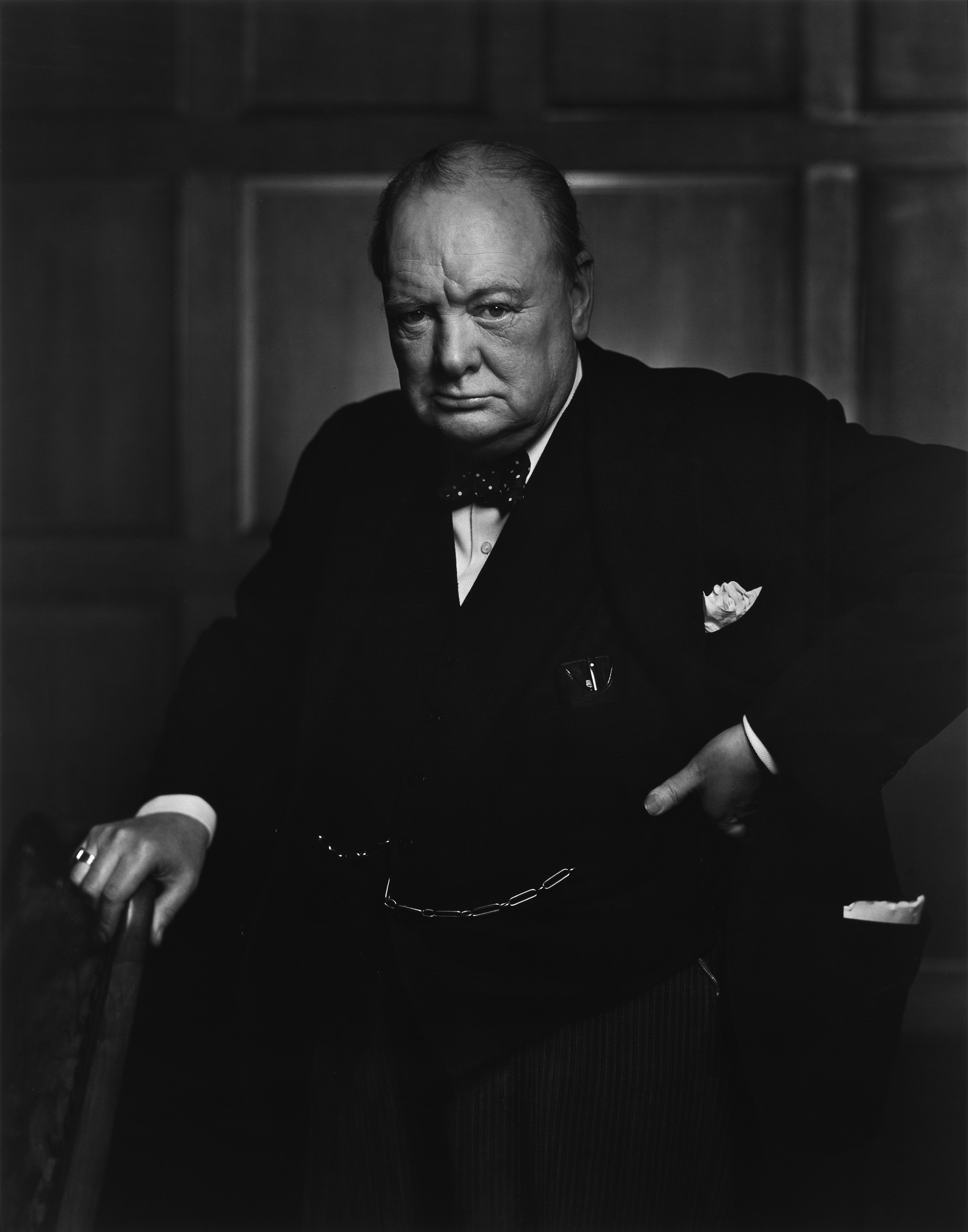
1940: Winston Churchill

- 1940: Premierminister Winston Churchill hält im britischen Unterhaus seine Rede This Was Their Finest Hour, um die Motivation der Briten zum Widerstand nach den deutschen Erfolgen im Westfeldzug des Zweiten Weltkriegs zu stärken.
- 1946: Die Proklamation der Republik Italien beendet die monarchische Staatsform.
- 1953: Ägypten wird Republik. Muhammad Nagib wird Staatspräsident.
- 1954: Rund 400 von der CIA ausgebildete „Freiheitskämpfer“ dringen auf Intervention der United Fruit Company in Guatemala ein, um den demokratisch gewählten Präsidenten Jacobo Árbenz Guzmán mit der Operation PBSUCCESS zu stürzen.
- 1957: Das Gesetz über die Gleichberechtigung von Mann und Frau auf dem Gebiet des bürgerlichen Rechts wird in der Bundesrepublik verkündet.
- 1959: Theodor Heuss übernimmt das Berliner Schloss Bellevue als zweiten Amtssitz des Bundespräsidenten. Die Baulichkeit wird wegen der politischen Situation West-Berlins nur maßvoll genutzt.
- 1961: Bei einem Bombenanschlag auf den Schnellzug Straßburg-Paris sterben 28 Menschen. Verantwortlich ist vermutlich die OAS.
- 1970: Der Deutsche Bundestag beschließt eine Änderung des Grundgesetzes, die 18-Jährigen das aktive und 21-Jährigen das passive Wahlrecht auf Bundesebene gewährt. Nach Zustimmung des Bundesrates tritt das verfassungsändernde Gesetz am 31. Juli in Kraft. Die Ankündigung von Bundeskanzler Willy Brandt „Wir wollen mehr Demokratie wagen“ ist damit erfüllt.

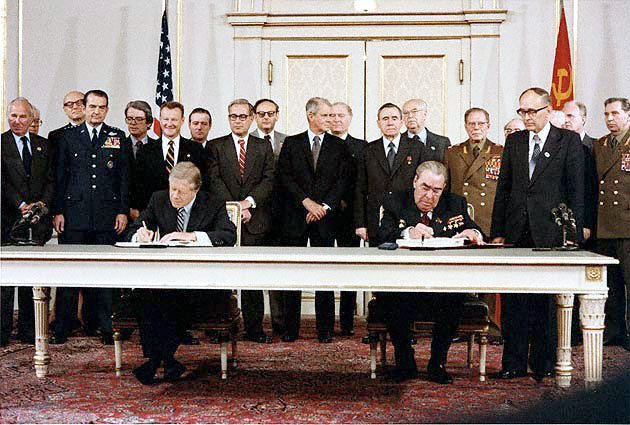
1979: Carter und Breschnew bei der Vertragsunterzeichnung

- 1979: In Wien unterschreiben Leonid Breschnew für die UdSSR und US-Präsident Jimmy Carter die SALT II-Verträge zur Begrenzung der nuklear-strategischen Waffensysteme beider Staaten. Der US-Senat verweigert später die Ratifizierung des Vertrages.
- 1982: Nach der Niederlage im Falklandkrieg muss der argentinische De-facto-Präsident und Kriegsbefürworter Leopoldo Galtieri seinen Posten räumen. Interimsweise übernimmt in der Zeit der Militärherrschaft General Alfredo Saint Jean das Amt.
- 1989: Die seit September 1988 regierende Militärjunta unter Saw Maung beschließt die Umbenennung des Staates Birma in Myanmar und der Hauptstadt Rangun in Yangon.
- 1989: Bei der Europawahl in Deutschland ziehen die rechtsgerichteten Republikaner mit 7,1 Prozent der Stimmen auf Anhieb mit sechs Abgeordneten in das Europaparlament ein.
- 1994: In Berlin findet die letzte Militärparade der Alliierten vor ihrem Abzug statt.
- 2000: Auf Vermittlung der Organisation für Afrikanische Einheit unterzeichnen Äthiopien und Eritrea in Algier einen Waffenstillstandsvertrag zur Beendigung des Eritrea-Äthiopien-Krieges.

### Wirtschaft

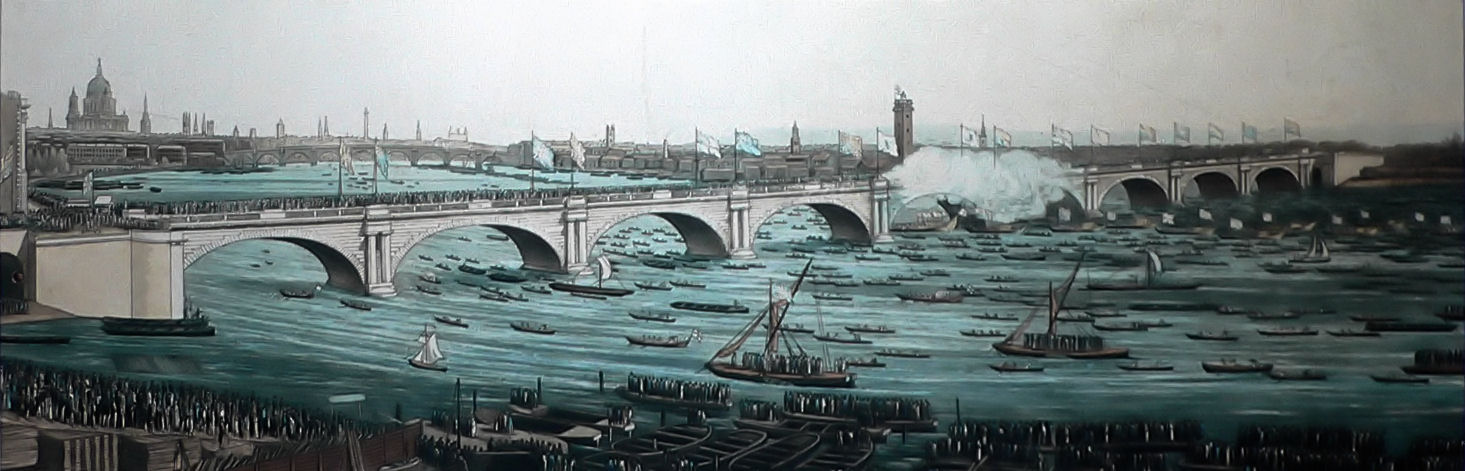
Eröffnung der Waterloo Bridge 1817

- 1817: In London wird die Waterloo Bridge vom Prinzregenten Georg offiziell eröffnet. Die von John Rennie senior konzipierte Brücke ist die längste in der Stadt.
- 1852: Der italienische Chocolatier Domingo Ghirardelli gründet in San Francisco das Unternehmen Ghirardelli & Girard, den Vorläufer der in den Vereinigten Staaten und in der Branche renommierten Ghirardelli Chocolate Company.
- 1974: Der Deutsche Bundestag beschließt im Zusammenhang mit der Reform des Lebensmittelrechts ein Verbot von Tabakwerbung in Radio und Fernsehen.
- 1982: Unter der Londoner Blackfriars Bridge wird der italienische Bankier Roberto Calvi erhängt aufgefunden. Als Präsident der Banco Ambrosiano hatte Calvi einige Tage zuvor nach der Konkursanmeldung der Bank Italien fluchtartig verlassen. Das Bankhaus, an dem die Vatikanbank Anteile hält, wird illegaler Manipulationen verdächtigt. Die Hintergründe von Calvis Tod bleiben im Dunkeln.

### Wissenschaft und Technik

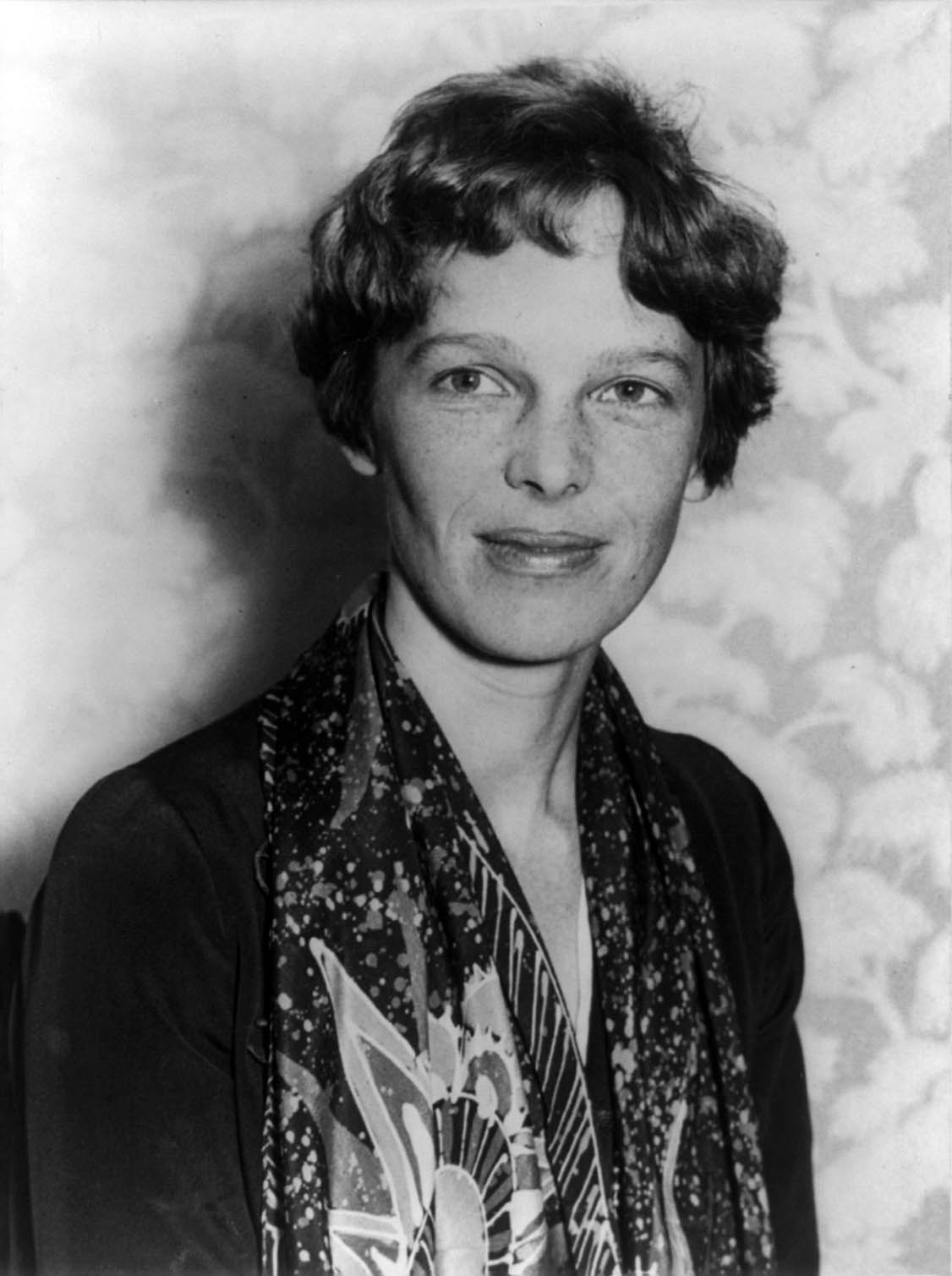
1928: Amelia Earhart

- 1928: Die US-Amerikanerin Amelia Earhart erreicht – als Passagierin – beim ersten Flug einer Frau über den Atlantik Wales.
- 1928: Der norwegische Polarforscher Roald Amundsen bricht mit einem Flugboot auf, um die mit dem Luftschiff Italia verunglückte Crew um Umberto Nobile aus der Arktis zu retten. Amundsen und seine Begleiter stürzen in der Nähe der Bäreninsel ab und kommen ums Leben.
- 1944: Das Aggregat 4 durchstößt als erstes von Menschen konstruiertes Objekt die Grenze zum Weltraum.
- 1981: Der US-amerikanische Tarnkappenbomber F-117 Nighthawk der US Air Force absolviert seinen Erstflug.
- 1983: Das Space Shuttle Challenger startet vom Kennedy Space Center aus zur Mission STS-7. An Bord befindet sich Sally Ride. Sie wird damit zur ersten US-Astronautin und die dritte Frau im Weltraum.
- 2009: Die NASA-Mondsonde Lunar Reconnaissance Orbiter wird gestartet.

### Kultur

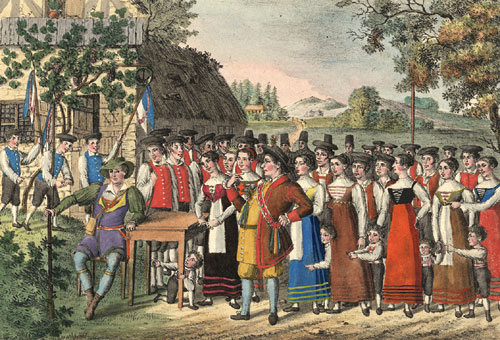
1821: Der Freischütz

- 1821: Die romantische Oper Der Freischütz von Carl Maria von Weber wird im königlichen Schauspielhaus Berlin uraufgeführt.

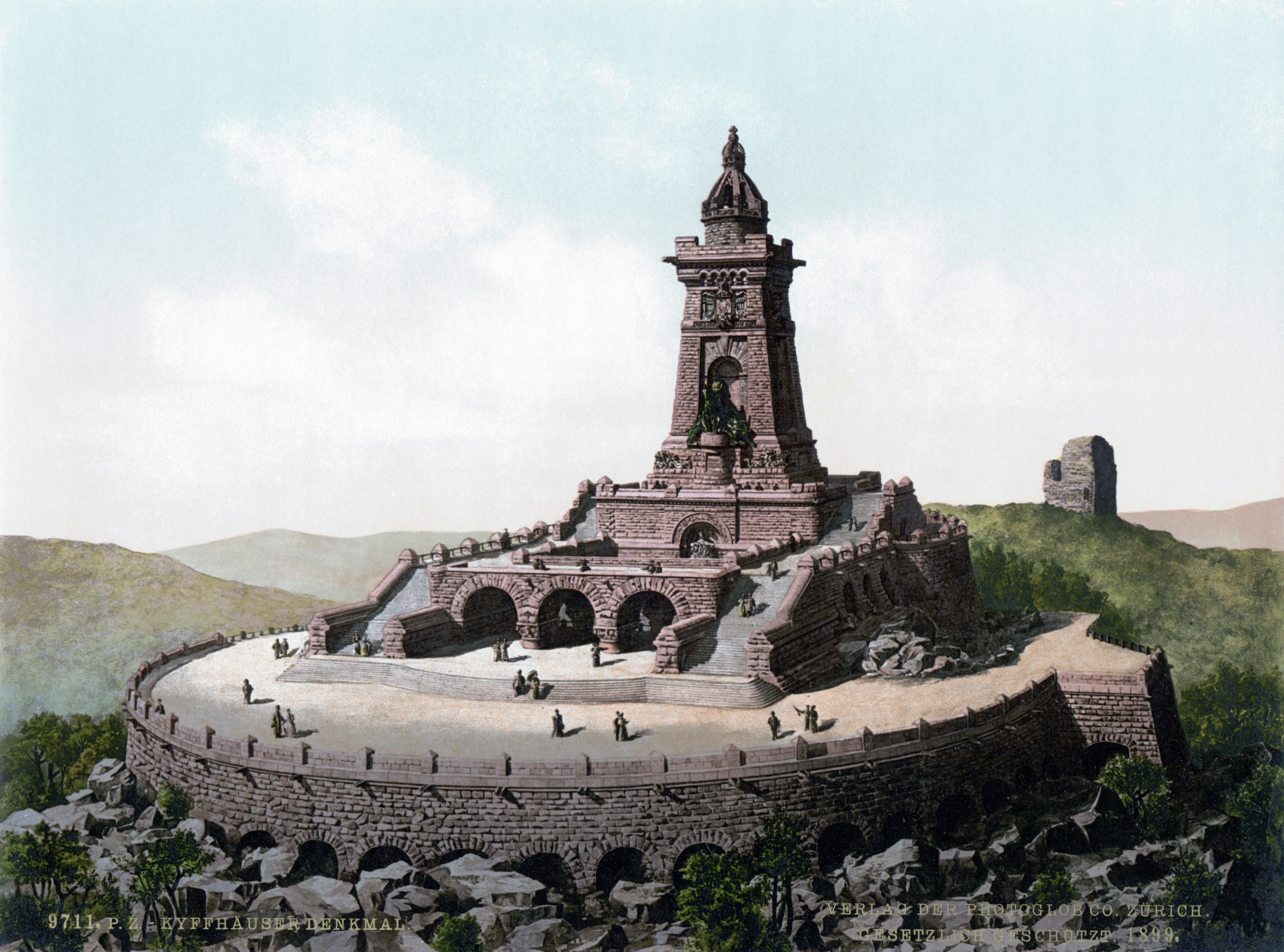
1896: Kyffhäuserdenkmal

- 1896: Das Kyffhäuserdenkmal auf dem Berg Kyffhäuser in Thüringen wird eingeweiht.
- 1967: Nach zwei Tagen endet das Monterey Pop Festival, der kulturelle Höhepunkt des Summer of Love.
- 1988: Das 101. Konzert der Music for the Masses Tour von Depeche Mode findet im Pasadena Rose Bowl vor über 60.000 Fans statt.
- 1999: Tom Tykwers Film Lola rennt mit Franka Potente erhält acht Auszeichnungen bei der Verleihung der Deutschen Filmpreise.

### Gesellschaft
- 2002: Am dritten „Sozialen Tag“ von Schüler Helfen Leben tauschen 210.000 Schüler in Schleswig-Holstein, Hamburg und Niedersachsen ihre Schulbank gegen einen bezahlten Job und spenden über 3,8 Millionen Euro für mildtätige Zwecke.

### Katastrophen
- 1953: Eine C-124 der US Air Force verunglückt in Tokio. Alle 129 Personen sterben.

Kleinere Unglücksfälle sind in den Unterartikeln von Katastrophe und in der Liste von Katastrophen aufgeführt.

### Sport

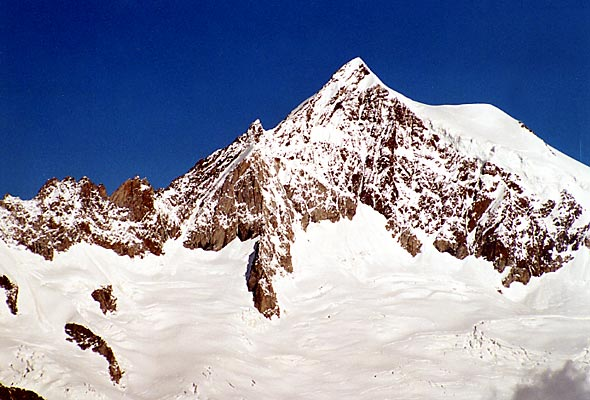
1859: Aletschhorn

- 1859: Der englische Alpinist Francis Fox Tuckett absolviert mit den Schweizer Bergführern Johann Joseph Bennen, Peter Bohren und V. Tairraz die Erstbesteigung des Aletschhorns in den Berner Alpen.
- 1906: Der paraguayische Fußballverband wird gegründet
- 1927: Der Nürburgring wird im Rahmen des Eifelrennens mit einem Motorradrennen eingeweiht.
- 1932: Der Weltbasketballverband FIBA wird in Genf gegründet.
- 1972: Beim Finale der Fußball-Europameisterschaft gewinnt die deutsche Fußballnationalmannschaft ihren ersten EM-Titel, indem sie die Sowjetunion mit 3:0 besiegt.
- 1978: Der Zentralalpenweg, ein österreichischer Weitwanderweg entlang des Alpenhauptkamms wird eröffnet.
- 1995: Norwegen gewinnt die zweite Frauen-Fußballweltmeisterschaft, indem sie Deutschland im Finale mit 2:0 besiegt. Es ist der erste WM-Titel Norwegens.
- 2006: Audi gewinnt als erster Hersteller das 24-Stunden-Rennen von Le Mans mit einem Diesel-Fahrzeug.

Einträge von Leichtathletik-Weltrekorden befinden sich unter der jeweiligen Disziplin unter Leichtathletik.
Einträge zu Fußballweltmeisterschaftsspielen finden sich in den Unterseiten von Fußball-Weltmeisterschaft. Das Gleiche gilt für Fußball-Europameisterschaften.

## Geboren

### Vor dem 19. Jahrhundert

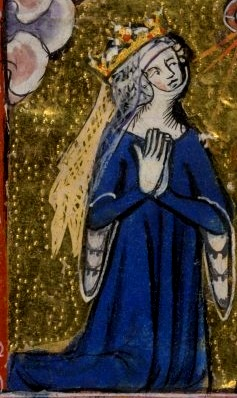
Eleanore von England (1318)

- 1269: Eleonore von England, Gräfin von Bar
- 1294: Karl IV., Graf von La Marche, König von Navarra und König von Frankreich
- 1318: Eleonore von England, englische Prinzessin und durch Heirat Herzogin von Geldern
- 1332: Johannes V., Kaiser von Byzanz
- 1466: Ottaviano dei Petrucci, italienischer Buchdrucker und Musikverleger
- 1480: Albrecht VII., Graf von Mansfeld
- 1489: Francesco Maria Molza, italienischer Dichter
- 1495: Johannes von Bärenfels, Politiker und Bürgermeister von Basel
- 1511: Bartolomeo Ammanati, italienischer Architekt und Bildhauer
- 1517: Ōgimachi, 106. Kaiser von Japan
- 1521: Maria von Portugal, Infantin von Portugal, Patronin der Literatur und Künste
- 1543: Petrus Albinus, Professor in Wittenberg, Begründer der sächsischen Geschichtsschreibung
- 1568: Charlotte Catherine de La Trémoille, Fürstin von Condé
- 1634: Catherine Henriette d’Angennes, französische Kurtisane
- 1662: Charles FitzRoy, 2. Duke of Cleveland, unehelicher Sohn des englischen Königs Karl II.
- 1669: Maria Maddalena Musi, genannt „la Mignatta“, italienische Opernsängerin (Sopran)
- 1673: Antonio de Literes, spanischer Komponist

Johann Georg Zimmermann (* 1680)

- 1680: Johann Georg Zimmermann, deutscher Postkommissar
- 1681: Theophan Prokopowitsch, Erzbischof von Nowgorod
- 1684: Balthasar König, deutscher Orgelbauer
- 1708: Sigmund von Attems-Petzenstein, österreichischer Historiker und Landverweser
- 1716: Carl Edzard, Fürst von Ostfriesland
- 1716: Joseph-Marie Vien, französischer Maler
- 1730: Samuel Luther von Geret, deutscher evangelischer Theologe, Jurist und Politiker
- 1744: Vinzenz Joseph von Schrattenbach, Fürstbischof von Lavant und Bischof von Brünn
- 1753: Samuel John Galton, britischer Waffenproduzent und Bankier

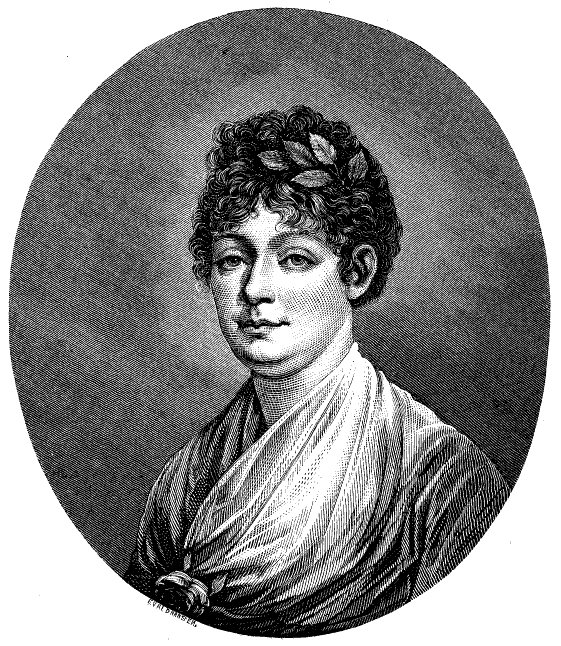
Anna Maria Lenngren (* 1754)

- 1754: Anna Maria Lenngren, schwedische Schriftstellerin
- 1754: Wilhelm von Zweybrücken, Offizier in französischen und bayrischen Diensten
- 1755: Wilhelm Dietrich Hermann Flebbe, deutscher Beamter
- 1757: Ignaz Josef Pleyel, österreichischer Komponist
- 1767: Karl Christian Ferdinand Chop, deutscher Beamter
- 1769: Robert Stewart, 2. Marquess of Londonderry, britischer Staatsmann
- 1775: Orsamus Cook Merrill, US-amerikanischer Politiker
- 1796: Friedrich Ernst, deutscher Landwirt und Siedler

### 19. Jahrhundert

#### 1801–1850
- 1806: Anton Westermann, deutscher Klassischer Philologe
- 1812: Iwan Alexandrowitsch Gontscharow, russischer Schriftsteller

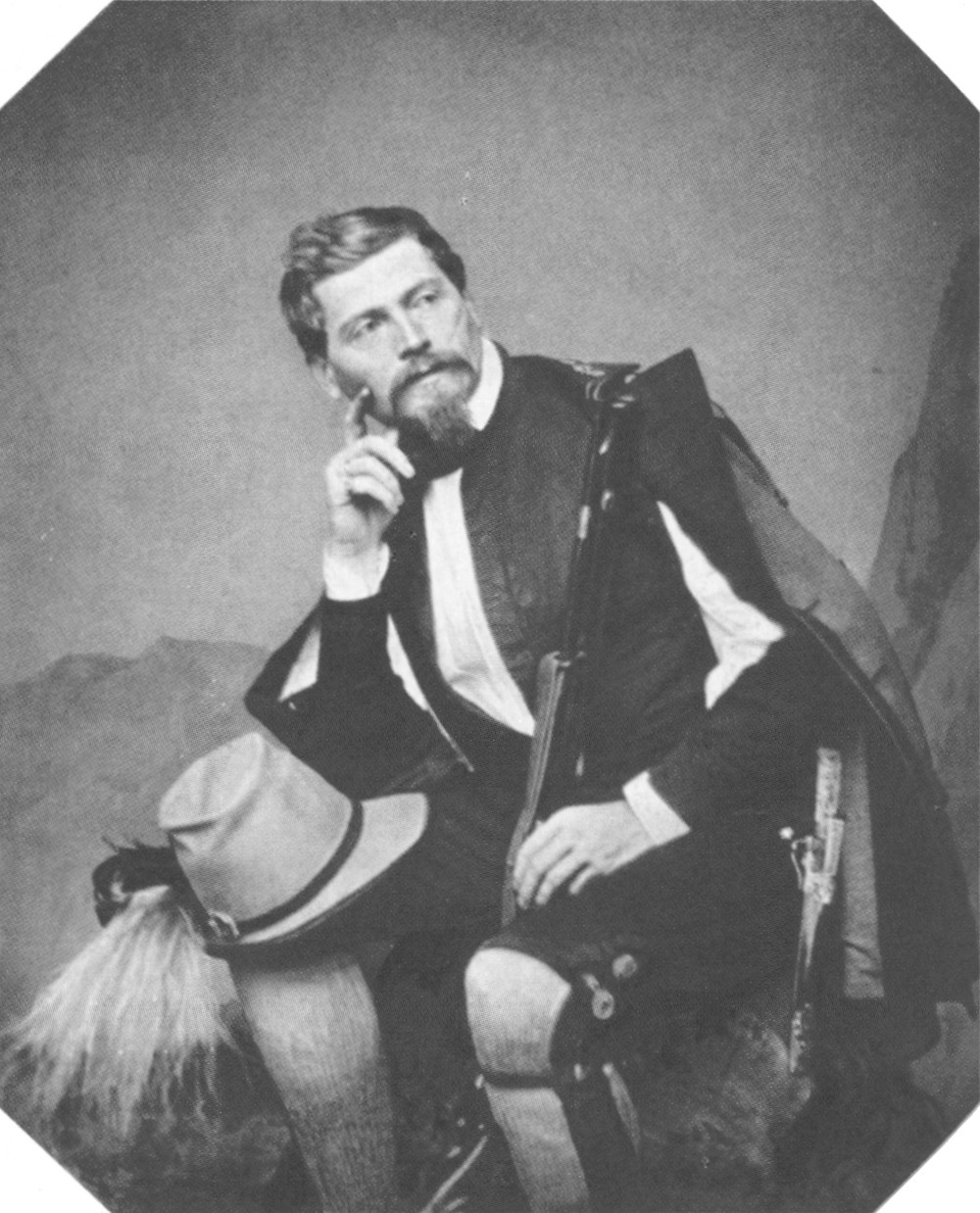
Ludwig von der Tann-Rathsamhausen (* 1815)

- 1815: Ludwig von der Tann-Rathsamhausen, bayerischer General
- 1815: Maximilian Werner, badischer Politiker
- 1817: Jang Bahadur Rana, Premierminister des Königreichs Gorkha (Nepal)
- 1820: Martin Andreas Udbye, norwegischer Komponist und Organist

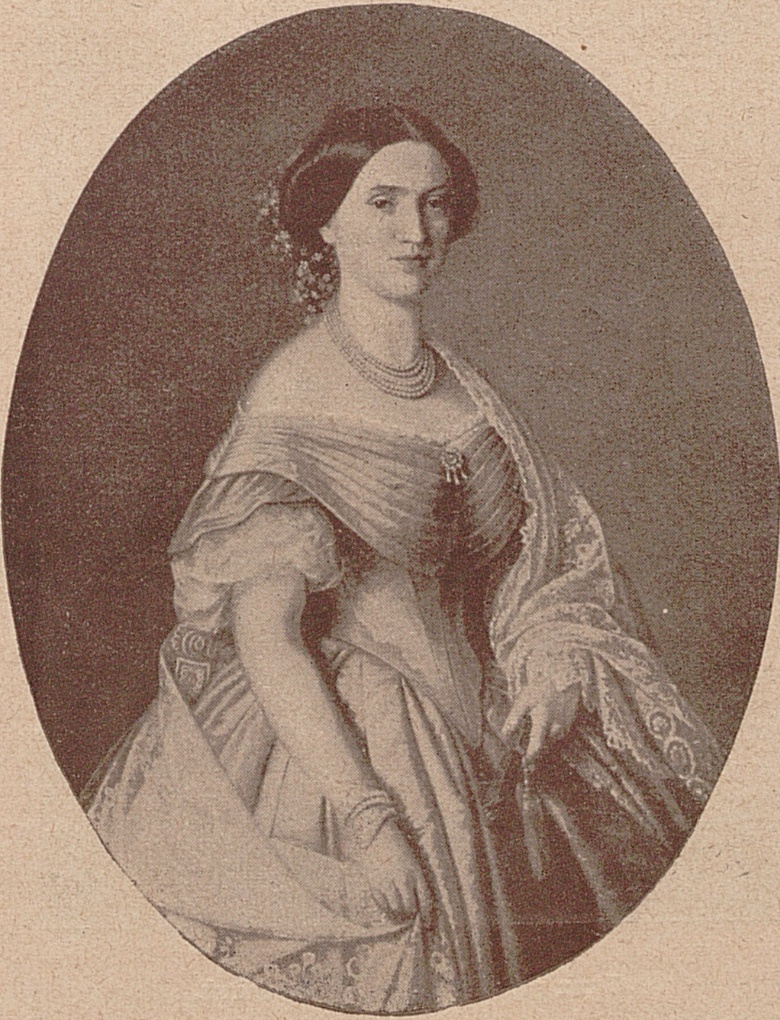
Anna von der Asseburg (* 1830)

- 1830: Anna von der Asseburg, deutsche Adelige
- 1831: Peter Nicolai Arbo, norwegischer Maler
- 1839: Martin Greif, deutscher Dichter
- 1841: Katharina Brandis, deutsche Malerin
- 1843: David Popper, tschechischer Violoncellist und Komponist
- 1843: Robert Sputh, deutscher Unternehmer, Erfinder des Bierdeckels
- 1844: Rudolf Graf von Khevenhüller-Metsch, österreich-ungarischer Diplomat
- 1845: Alphonse Laveran, französischer Mediziner, Nobelpreisträger
- 1850: Richard Heuberger der Ältere, österreichischer Komponist, Dirigent, Musikpädagoge und Musikjournalist

#### 1851–1900
- 1854: Dawid Alexandrowitsch Aitow, russischer Kartograf und Revolutionär
- 1856: Friedrich Karl Paul Gustav von Arnim, preußischer Offizier
- 1858: Ludwig Johannes Tschischko, lettischer Pastor und evangelischer Märtyrer
- 1862: Otto Immisch, deutscher Altphilologe
- 1863: Frits Went, niederländischer Botaniker
- 1864: Aribert von Anhalt, Regent des Herzogtums Anhalt
- 1868: Miklós Horthy, ungarischer Admiral und Staatsmann
- 1868: Georges Lacombe, französischer Maler und Bildhauer
- 1870: Hans von Pezold, deutscher Sanitätsoffizier und Sexualpädagoge
- 1870: Johannes Biehle, deutscher Physiker, Glocken- und Orgelbauer
- 1872: Matti Aikio, norwegischer Dichter
- 1873: Eduardo Chicharro y Agüera, spanischer Maler
- 1873: Erhard Kutschenreuter, deutscher Komponist
- 1874: Iwan Moskwin, russischer bzw. sowjetischer Schauspieler und Regisseur
- 1874: Max Walleser, deutscher Indologe
- 1878: John S. Robertson, US-amerikanischer Filmregisseur
- 1881: Zoltán von Halmay, ungarischer Schwimmer und Schwimmtrainer
- 1882: Louis Bailly, kanadischer Violinist und Musikpädagoge
- 1882: Georgi Dimitroff, bulgarischer Politiker, Ministerpräsident
- 1882: Hermann Foppa, österreichischer Politiker, Abgeordneter im Österreichischen Nationalrat, MdR
- 1884: Frédéric Gilliard, Schweizer Architekt und Archäologe
- 1885: Ernie Adams, US-amerikanischer Schauspieler
- 1885: Alfred Bogen, deutscher Lehrer, Schulrat, Naturschützer und Museumsdirektor
- 1885: Theodor Knolle, deutscher Theologe
- 1886: Dirk Fock, niederländischer Dirigent und Komponist

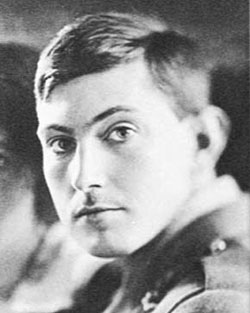
George Mallory (* 1886)

- 1886: George Mallory, britischer Bergsteiger

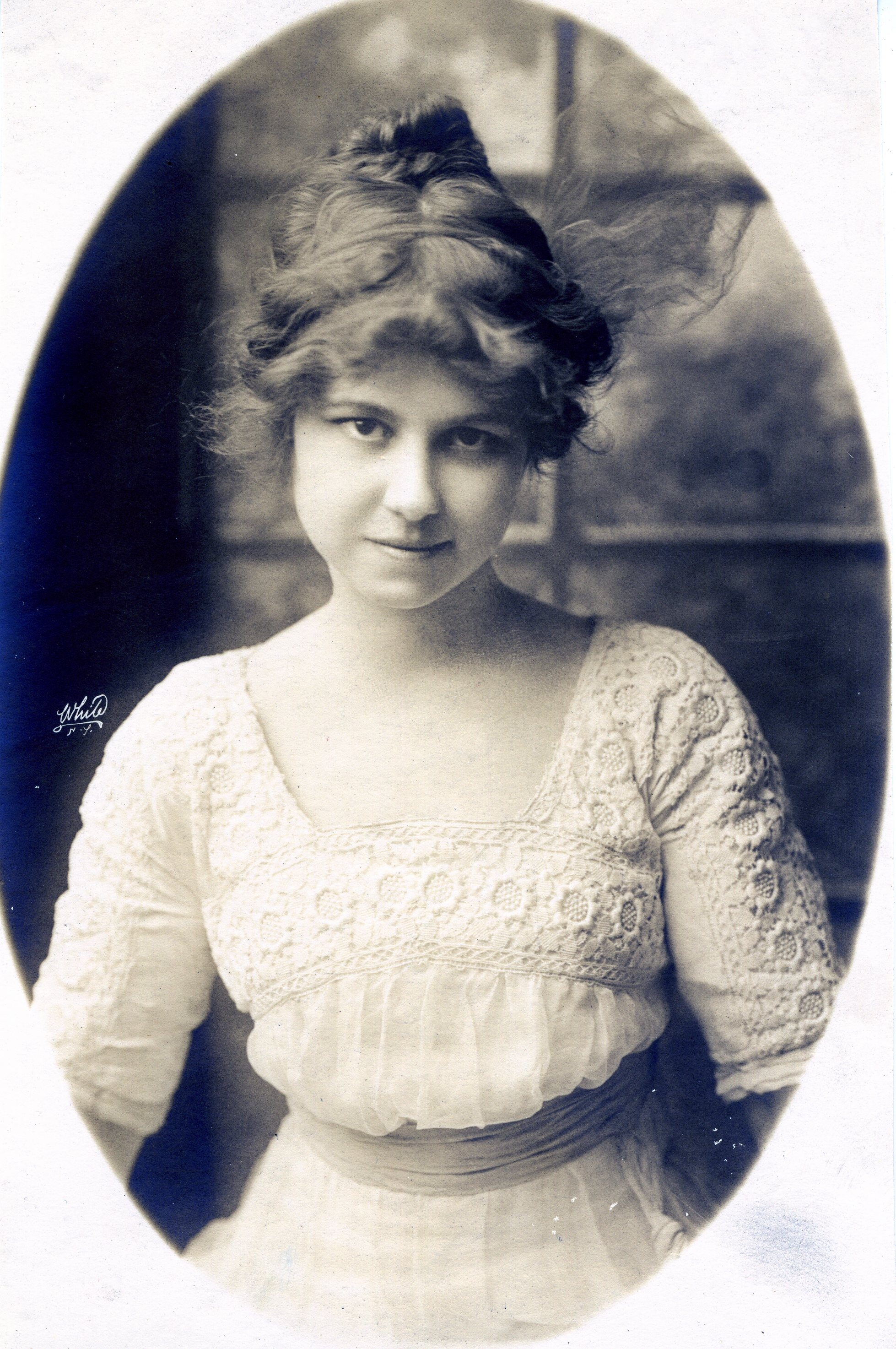
Marcet Haldeman (* 1887)

- 1887: Marcet Haldeman, US-amerikanische Autorin
- 1888: Margarita Xirgu, katalanische Schauspielerin
- 1889: Laureano Guevara, chilenischer Maler
- 1891: Con Conrad, US-amerikanischer Komponist und Musikproduzent
- 1892: Ernst Anliker, Schweizer Politiker
- 1894: Ernst Schneider, österreichischer Erfinder
- 1896: Friedrich Kümmel, deutscher Politiker (LDP)
- 1896: Bruno Snell, deutscher Altphilologe
- 1898: Samuel Elzevier de Jongh, niederländischer Pharmakologe
- 1900: Charles Druck, französischer Automobilrennfahrer

### 20. Jahrhundert

#### 1901–1925

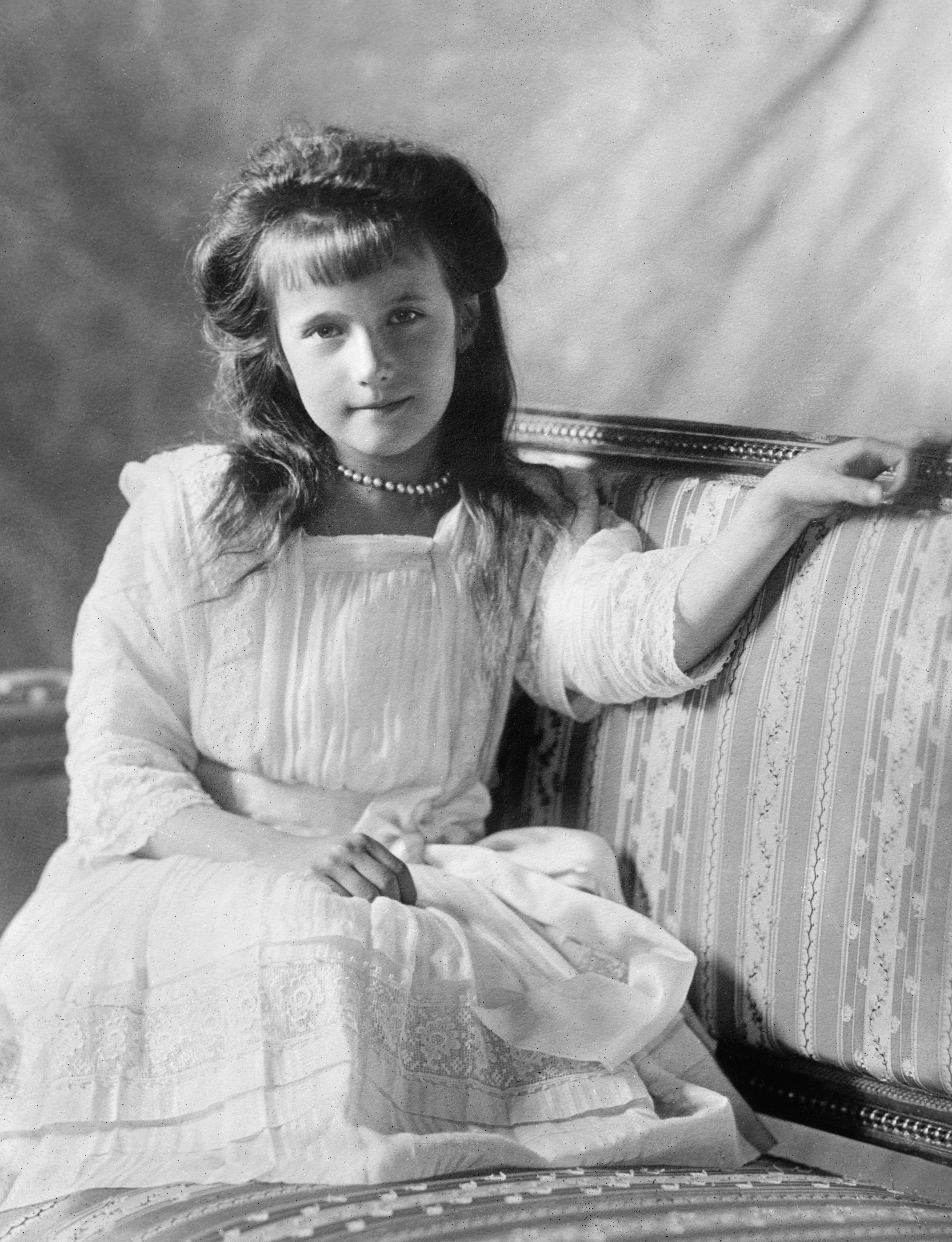
Anastasia Romanowa (* 1901)

- 1901: Anastasia Nikolajewna Romanowa, russische Adelige, jüngste Tochter von Zar Nikolaus II.
- 1901: Hilde Spier, deutsche Philologin, Journalistin und Holocaustopfer
- 1902: Boris Wassiljewitsch Barnet, sowjetischer Filmregisseur und Schauspieler
- 1903: Felix von Eckardt, deutscher Politiker, MdB
- 1903: Jeanette MacDonald, US-amerikanische Schauspielerin
- 1903: Raymond Radiguet, französischer Schriftsteller
- 1904: Gordon Buehrig, US-amerikanischer Fahrzeugdesigner
- 1904: Clive Dunfee, britischer Automobilrennfahrer
- 1904: Manuel Rosenthal, französischer Dirigent und Komponist
- 1905: Eduard Tubin, estnisch-schwedischer Komponist
- 1905: Marjorie Westbury, britische Schauspielerin, Hörspielsprecherin und Sängerin
- 1906: Felix Burckhardt, Schweizer Jurist und Dichter in Basler Mundart
- 1906: Anton Stankowski, deutscher Grafiker, Fotograf und Maler
- 1907: Ruth Abramowitsch, deutsche Tänzerin, Choreografin und Repräsentantin des Modernen Tanzes
- 1907: Warlam Tichonowitsch Schalamow, russischer Schriftsteller, Oppositioneller und Dissident
- 1908: Karl Hohmann, deutscher Fußballspieler
- 1908: Maria Helena Vieira da Silva, portugiesisch-französische Malerin
- 1909: Willy Kramp, deutscher Schriftsteller
- 1910: Günther Serres, deutscher Politiker, MdB
- 1911: Mathieu Lamberty, belgisch-luxemburgischer Komponist, Dirigent und Organist
- 1911: Alfred Ziethlow, deutscher Maler und Zeichner
- 1912: Friedrich Maurer, österreichischer Handballspieler
- 1913: Sammy Cahn, US-amerikanischer Liedtexter
- 1913: Stanisław Marusarz, polnischer Skisportler
- 1913: Oswald Teichmüller, deutscher Mathematiker
- 1915: Paul Neal Adair, US-amerikanischer Feuerwehrmann
- 1915: Robert Lannoy, französischer Komponist
- 1915: Paul Zils, deutscher Dokumentarfilmer
- 1916: Gaston Allaire, kanadischer Musikwissenschaftler und -pädagoge, Organist, Pianist und Komponist
- 1916: Jean André, französischer Filmarchitekt und Ausstatter
- 1917: Richard Boone, US-amerikanischer Schauspieler
- 1917: Cövdət Hacıyev, aserbaidschanischer Komponist
- 1917: Theo Schöller, deutscher Unternehmer

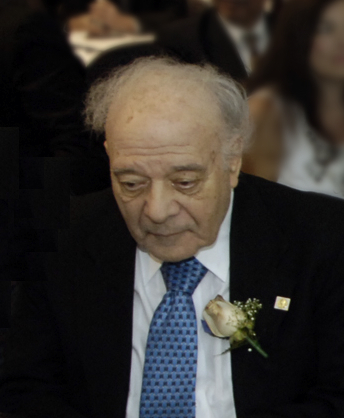
Jerome Karle (* 1918)

- 1918: Jerome Karle, US-amerikanischer Physikochemiker und Kristallograph, Nobelpreisträger
- 1918: Franco Modigliani, italienischer Wirtschaftswissenschaftler, Nobelpreisträger
- 1919: Jüri Järvet, sowjetischer bzw. estnischer Schauspieler
- 1920: Roman Brodmann, Schweizer Dokumentarfilmer
- 1920: Utta Danella, deutsche Schriftstellerin
- 1921: Chaya Arbel, israelische Komponistin
- 1921ː Elisabeth Böhm, deutsche Architektin
- 1922: Claude Helffer, französischer Pianist

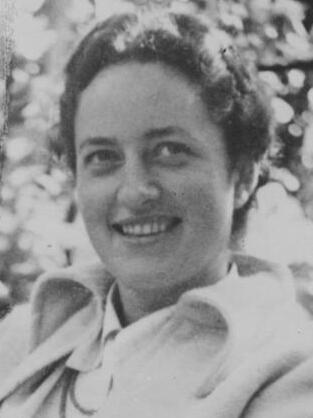
Veronica Carstens (* 1923)

- 1923: Veronica Carstens, deutsche Ärztin
- 1923: Ray Romero, puerto-ricanischer Perkussionist
- 1923: Szymon Szurmiej, polnischer Schauspieler, Regisseur und Theaterleiter
- 1924: George Mikan, US-amerikanischer Basketballspieler
- 1924: Renia Spiegel, polnisch-jüdisches Mädchen, Tagebuchautorin, Opfer des Holocaust
- 1925: Ennio Appignanesi, italienischer Erzbischof
- 1925 Carmel Budiardjo, britische Menschenrechtsaktivistin und Gründerin der Menschenrechtsorganisation Tapol
- 1925: Ben Rich, US-amerikanischer Flugzeugkonstrukteur

#### 1926–1950
- 1926: Gisela Schöbel-Graß, deutsche Schwimmerin
- 1926: Aad Bak, niederländischer Fußballspieler
- 1926: Gerhard Dallmann, deutscher Schriftsteller
- 1926: Ingeborg Kleinert, deutsche Politikerin, MdB
- 1927: Simeon Pironkow, bulgarischer Komponist
- 1928: Maggie McNamara, US-amerikanische Schauspielerin

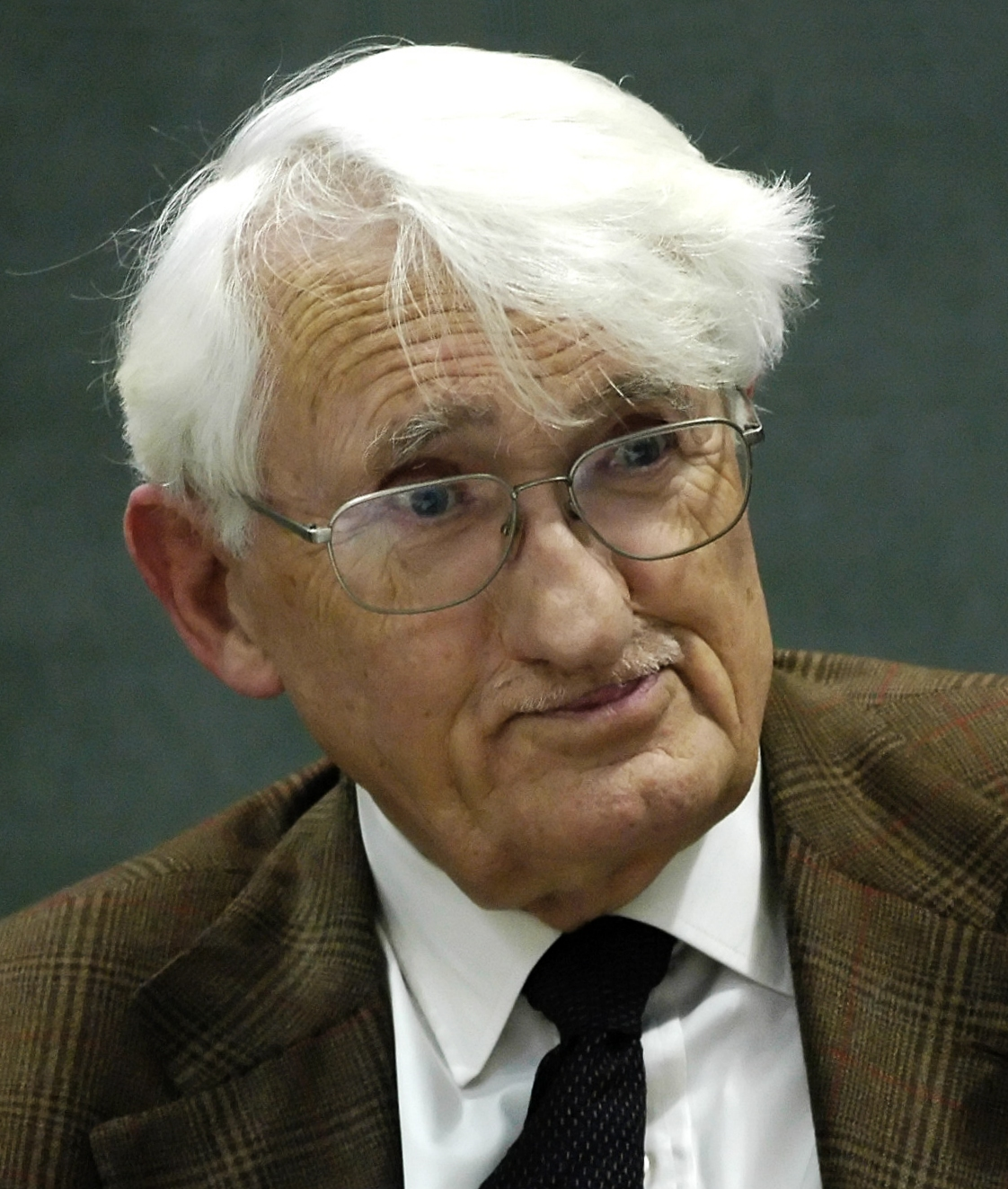
Jürgen Habermas (* 1929)

- 1929: Jürgen Habermas, deutscher Philosoph und Soziologe
- 1929: Riccardo Jagmetti, Schweizer Politiker
- 1929: Ernst Gottfried Mahrenholz, deutscher Richter, Vizepräsident des Bundesverfassungsgerichts
- 1930: Werner Hoppe, deutscher Rechtswissenschaftler und Rechtsanwalt
- 1930: Robin Judah, britischer Regattasegler
- 1931: Fernando Henrique Cardoso, brasilianischer Soziologe und Politiker
- 1931: Hans Maier, deutscher Politikwissenschaftler und Politiker, MdL
- 1931: Klaus Wunderlich, deutscher Musiker
- 1932: Dudley R. Herschbach, US-amerikanischer Chemiker
- 1932: Günter Seuren, deutscher Schriftsteller
- 1933: Nossrat Peseschkian, iranisch-deutscher Arzt für Neurologie und Psychiatrie
- 1933: Jean Wicki, Schweizer Bobfahrer
- 1934: Mitsuteru Yokoyama, japanischer Manga-Zeichner
- 1935: José Enrique del Monte, dominikanischer Chorleiter und Komponist
- 1935: Herbert Paulmichl, deutscher Komponist und Organist
- 1936: Denis Hulme, neuseeländischer Automobilrennfahrer
- 1936: Ronald Venetiaan, surinamischer Staatspräsident
- 1938: Peter Graf, deutscher Tennistrainer und -manager
- 1939: Oleg Grigorjewitsch Jantschenko, russischer Organist, Komponist und Dirigent
- 1940: Hans-Erwin Volberg, deutscher Fußballspieler

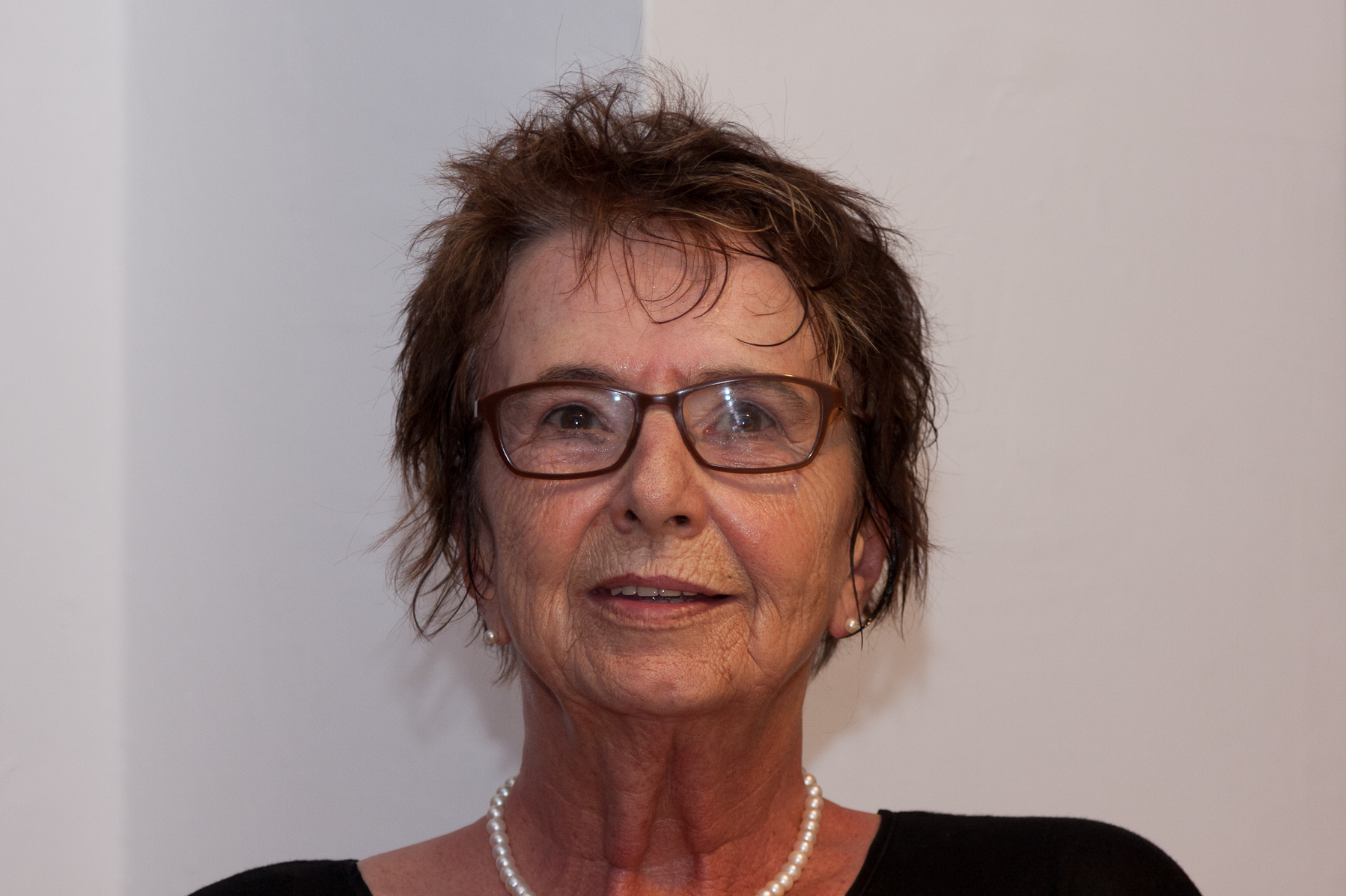
Miriam Pressler (* 1940)

- 1940: Mirjam Pressler, deutsche Schriftstellerin
- 1941: Norman Ascot, deutscher Sänger
- 1941: María Teresa Campos, spanische Rundfunk- und Fernsehmoderatorin
- 1941: Roger Lemerre, französischer Fußballspieler und -trainer
- 1942: Roger Ebert, US-amerikanischer Filmkritiker
- 1942: Jürgen May, deutscher Leichtathlet
- 1942: Thabo Mbeki, südafrikanischer Politiker, Staatspräsident

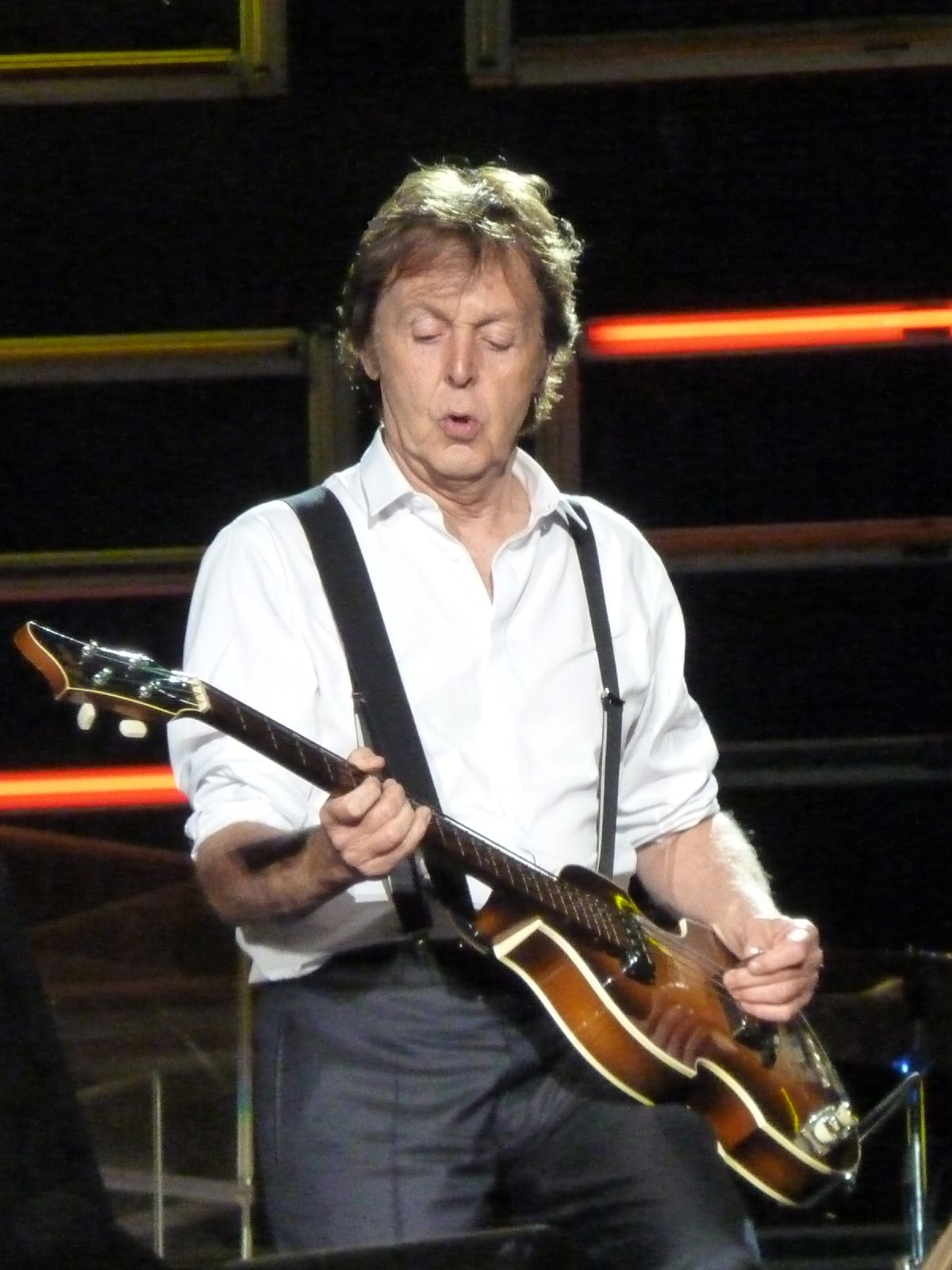
Paul McCartney (* 1942)

- 1942: Paul McCartney, britischer Musiker, Singer-Songwriter und Komponist
- 1942: Carl Radle, US-amerikanischer Musiker
- 1942: Wolfgang Zöller, deutscher Politiker, MdB
- 1943: Matti Ilmari Aura, finnischer Politiker
- 1943: Raffaella Carrà, italienische Schauspielerin und Sängerin
- 1943: Klaus-Peter Köhler, deutscher Politiker, MdEP
- 1943: Rut Rohrandt, deutsche Theologin
- 1944: Rainer E. J. Arbogast, deutscher Chirurg
- 1944: Rick Griffin, US-amerikanischer Künstler
- 1944: Salvador Sánchez Cerén, salvadorianischer Politiker
- 1945: Heikedine Körting, deutsche Hörspielproduzentin
- 1945: Hans-Peter Neuhaus, deutscher Handballspieler und -trainer
- 1945: Haico Scharn, niederländischer Leichtathlet
- 1946: Victor Abagna Mossa, kongolesischer Bischof
- 1946: Fabio Capello, italienischer Fußballspieler und -trainer
- 1947: Romeo Crennel, US-amerikanischer Footballtrainer
- 1947: Georgs Pelēcis, lettischer Komponist und Musikwissenschaftler
- 1947ː Sandy Posey, US-amerikanische Sängerin
- 1947: Carol Windley, kanadische Schriftstellerin
- 1947: Hanns Zischler, deutscher Schauspieler
- 1947: Bernard Giraudeau, französischer Schauspieler
- 1948: Eliezer Halfin, israelischer Ringer
- 1949: Jarosław Kaczyński, polnischer Politiker, Ministerpräsident

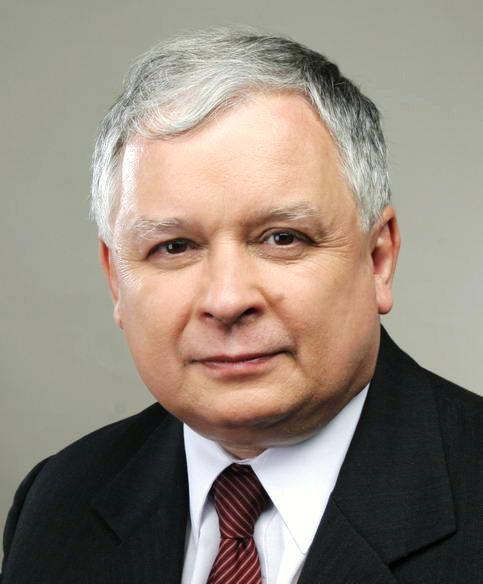
Lech Kaczyński (* 1949)

- 1949: Lech Kaczyński, polnischer Politiker, Staatspräsident
- 1949: Peggy Lukac, US-amerikanische Schauspielerin, Regisseurin, Komödiantin und Modedesignerin
- 1949: Jean-Philippe Maitre, Schweizer Politiker
- 1949: Paul Tonko, US-amerikanischer Politiker, Mitglied des Repräsentantenhauses

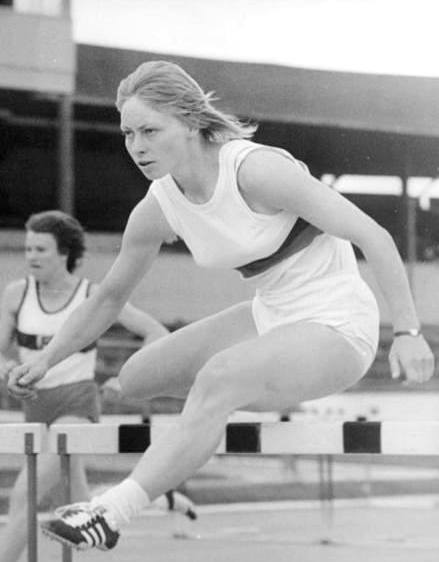
Annelie Ehrhardt (* 1950)

- 1950: Annelie Ehrhardt, deutsche Leichtathletin, Olympiasiegerin
- 1950: Jackie Leven, britischer Liederkomponist und Folk-Musiker

#### 1951–1975
- 1951: Yousif Abba, syrisch-katholischer Erzbischof
- 1951: Gyula Sax, ungarischer Schachspieler
- 1952: Marcella Bella, italienische Sängerin

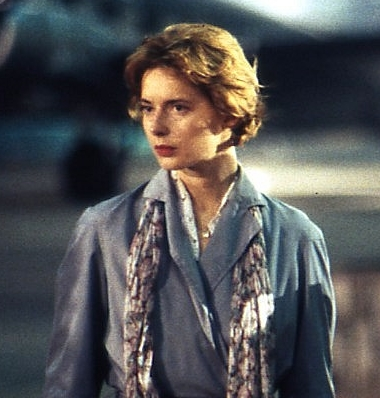
Isabella Rossellini (* 1952)

- 1952: Isabella Rossellini, italienische Schauspielerin
- 1952: Isotta Ingrid Rossellini, italienische Literaturwissenschaftlerin
- 1953: Peter Donohoe, englischer Pianist
- 1954: Wiktor Iwanowitsch Masin, sowjetischer Gewichtheber
- 1954: Michael Muus, deutscher Eishockeyspieler
- 1954: Jutta Stender-Vorwachs, deutsche Rechtswissenschaftlerin
- 1955: Greg Athans, kanadischer Freestyle-Skier und Wasserskiläufer
- 1955: Vladimir Beleaev, moldawisch-rumänischer Komponist und Musikwissenschaftler
- 1956: Walentyna Lutajewa, ukrainische Handballspielerin
- 1956: Karl Mittermaier, italienischer Autor, Journalist und Musiker
- 1956: Stefano Scodanibbio, italienischer Komponist
- 1957: Irene Epple-Waigel, deutsche Skirennläuferin
- 1957: Richard Powers, US-amerikanischer Schriftsteller

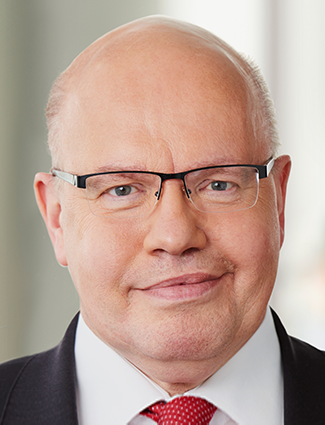
Peter Altmaier (* 1958)

- 1958: Peter Altmaier, deutscher Politiker, MdB
- 1958: Gert Postel, deutscher Hochstapler
- 1959: Ricky van Helden, deutscher Rockmusiker
- 1959: Ross Yates, kanadischer Eishockeyspieler und -trainer
- 1960: West Arkeen, US-amerikanischer Musiker
- 1961: Jörg Löhr, deutscher Handballspieler und Wirtschaftsberater
- 1961: Alison Moyet, britische Sängerin
- 1962: Lisa Randall, US-amerikanische Professorin für theoretische Physik
- 1963: Markus Brock, deutscher Fernsehmoderator
- 1963: Jeff Mills, US-amerikanischer DJ und Musikproduzent
- 1963: Dizzy Reed, US-amerikanischer Musiker

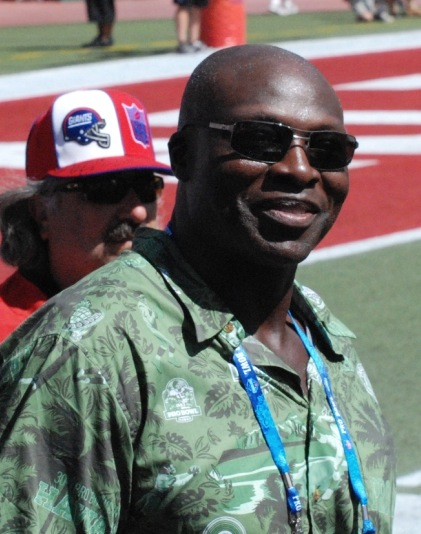
Bruce Smith (* 1963)

- 1963: Bruce Smith, US-amerikanischer American-Football-Spieler
- 1964: Hans Florine, US-amerikanischer Speed- und Freikletterer
- 1964: Frank Hofstötter, deutscher Handballspieler
- 1964: Udai Hussein, Sohn von Saddam Hussein
- 1964: Michael Imhof, deutscher Kunsthistoriker und Verleger
- 1964: Dalip Kryeziu, österreichischer Künstler
- 1964: Joey Negro, britischer House-DJ und Produzent
- 1964: Julia Orlamünde, deutsche Altorientalistin
- 1964: Gertraud Salzmann, österreichische Pädagogin, Juristin und Politikerin
- 1964: Jette Waldinger-Thiering, deutsche Politikerin
- 1964: Yang Yi, japanische Schriftstellerin
- 1964: Christoph Zulehner, österreichischer Pflege- und Sozialwissenschaftler
- 1966: Dietmar Friedhoff, deutscher Politiker
- 1967: Glen Benton, US-amerikanischer Bassist und Sänger
- 1968: Daniel Brunhart, liechtensteinischer Judoka
- 1968: Sabrina Staubitz, deutsche Moderatorin
- 1969: Dirk Brand, deutscher Schlagzeuger und Musikpädagoge
- 1971: Andy Ogles, US-amerikanischer Politiker
- 1972: Katja Primel, deutsche Sprecherin in Hörspielen und Filmen
- 1972: Anu Tali, estnische Dirigentin
- 1973: Alexandra Meissnitzer, österreichische Skirennläuferin
- 1974: Vincenzo Montella, italienischer Fußballspieler

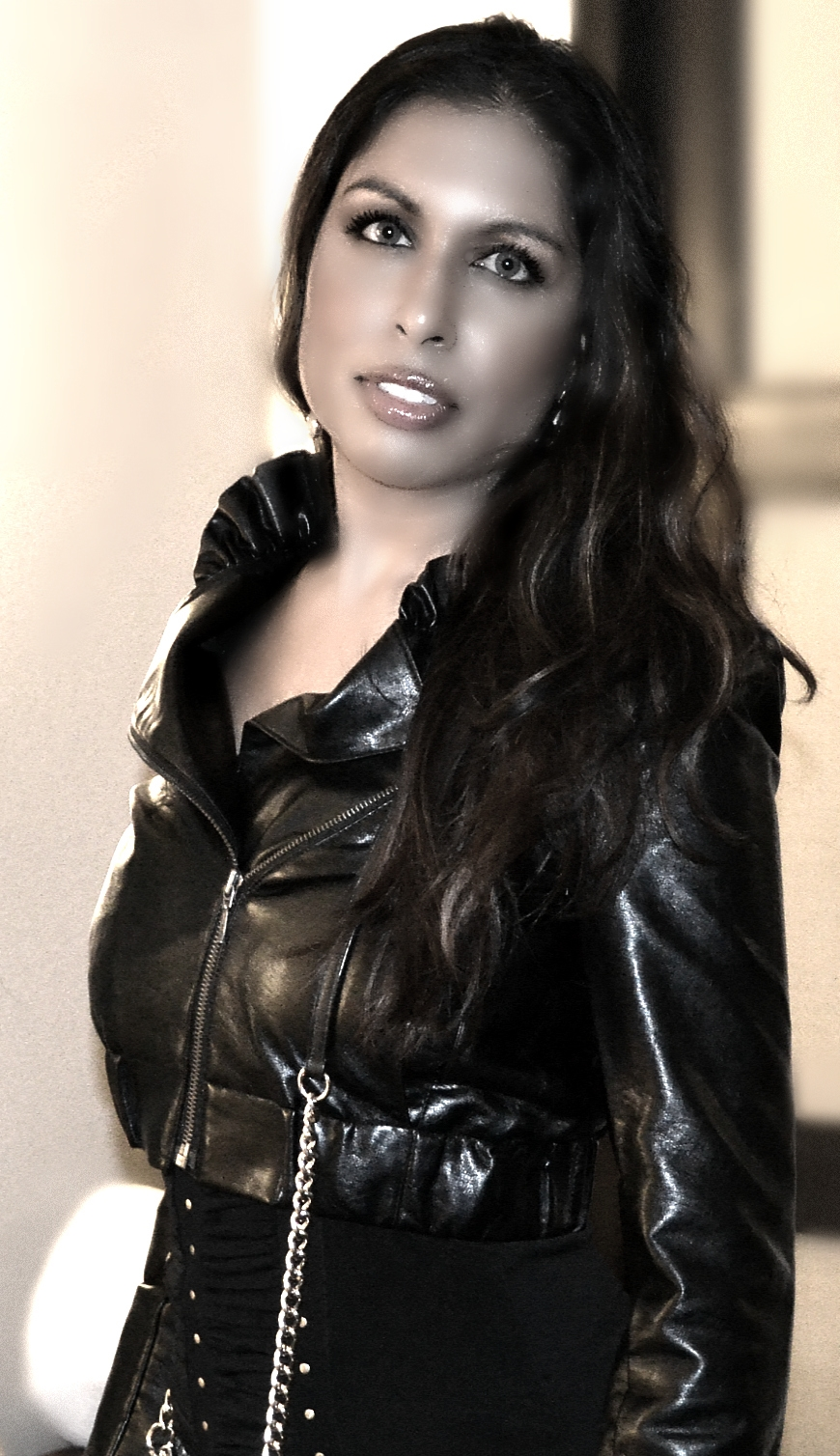
Ria Persad Carlo (* 1974)

- 1974: Ria Persad, US-amerikanische Mathematikerin
- 1974: Oliver Steffen, Schweizer Fernsehmoderator
- 1975: Omid Nouripour, deutsch-iranischer Politiker

#### 1976–2000
- 1976: Blake Shelton, US-amerikanischer Country-Sänger
- 1976: Christina Pazsitzky, US-amerikanisch-kanadische Stand-up-Comedian
- 1977: Kaja Kallas, estnische Politikerin
- 1977: Kyle McLaren, kanadischer Eishockeyspieler
- 1977: Dilan Yeşilgöz-Zegerius, niederländisch-türkische Politikerin
- 1978: Kathleen Aerts, belgische Sängerin
- 1979: Nicole Brändli, Schweizer Radrennfahrerin

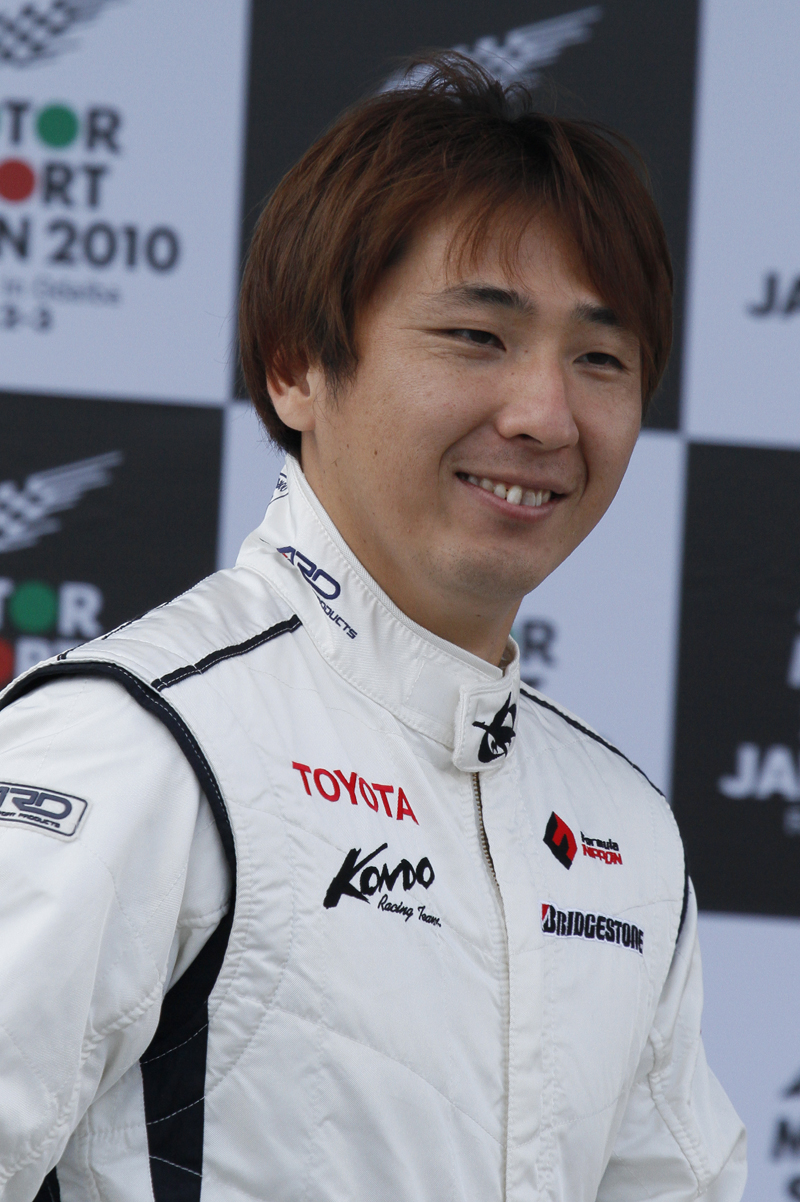
Tsugio Matsuda (* 1979)

- 1979: Tsugio Matsuda, japanischer Automobilrennfahrer
- 1979: Andrew Sinkala, sambischer Fußballspieler
- 1980: Musa Audu, nigerianischer Sprinter
- 1980: Kay Matysik, deutscher Beachvolleyballspieler
- 1981: Thomas Bruhn, dänischer Handballspieler
- 1981: Marco Streller, Schweizer Fußballspieler
- 1982: Nadir Belhadj, algerisch-französischer Fußballspieler
- 1982: Marco Borriello, italienischer Fußballspieler
- 1982: Anne Panther, deutsche FIBA-Basketballschiedsrichterin
- 1983: Philipp Poisel, deutscher Sänger

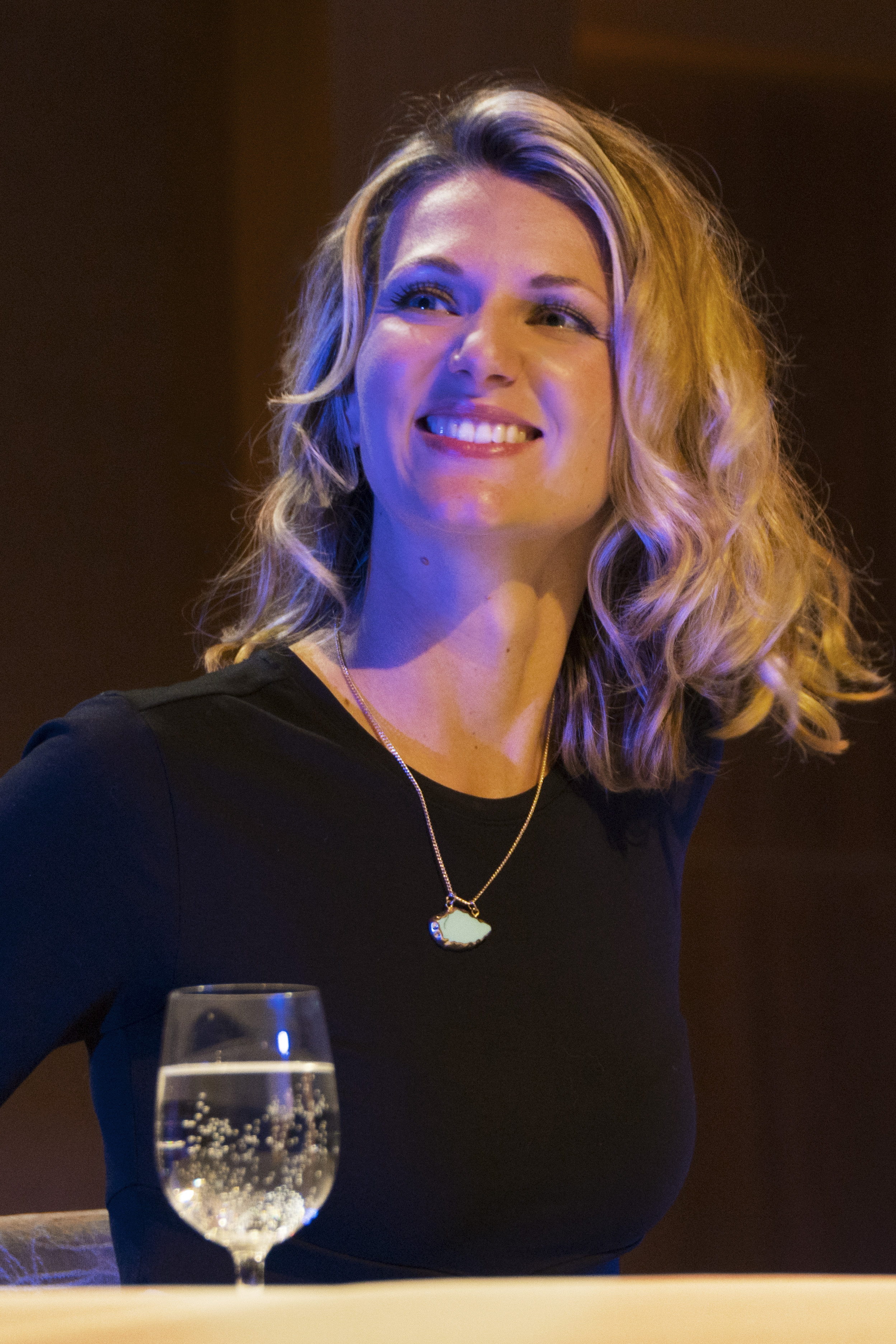
Ella Endlich (* 1984)

- 1984: Ella Endlich, deutsche Popsängerin
- 1984: Janne Happonen, finnischer Skispringer
- 1985: Matías Abelairas, argentinischer Fußballspieler
- 1985: Mohamed Mahmoud, österreichischer Islamist und verurteilter Terrorist
- 1986: Brent Aubin, kanadischer Eishockeyspieler
- 1986: Richard Gasquet, französischer Tennisspieler
- 1986: Heinz Kügerl, österreichischer Basketballspieler
- 1986: Meaghan Rath, kanadische Schauspielerin
- 1987: Dimitri Claeys, belgischer Radrennfahrer
- 1987: Vanessa Hegelmaier, deutsches Model
- 1987: Melanie Iglesias, amerikanische Schauspielerin, Model und Sängerin
- 1987: Miss K8, ukrainische Hardcore-Techno-DJ und Musikproduzentin
- 1987: Omar Arellano Riverón, mexikanischer Fußballspieler
- 1987: Zsuzsanna Tomori, ungarische Handballspielerin
- 1988: Islam Slimani, algerischer Fußballspieler
- 1989: Jonas Acquistapace, deutscher Fußballspieler
- 1989: Pierre-Emerick Aubameyang, gabunischer Fußballspieler

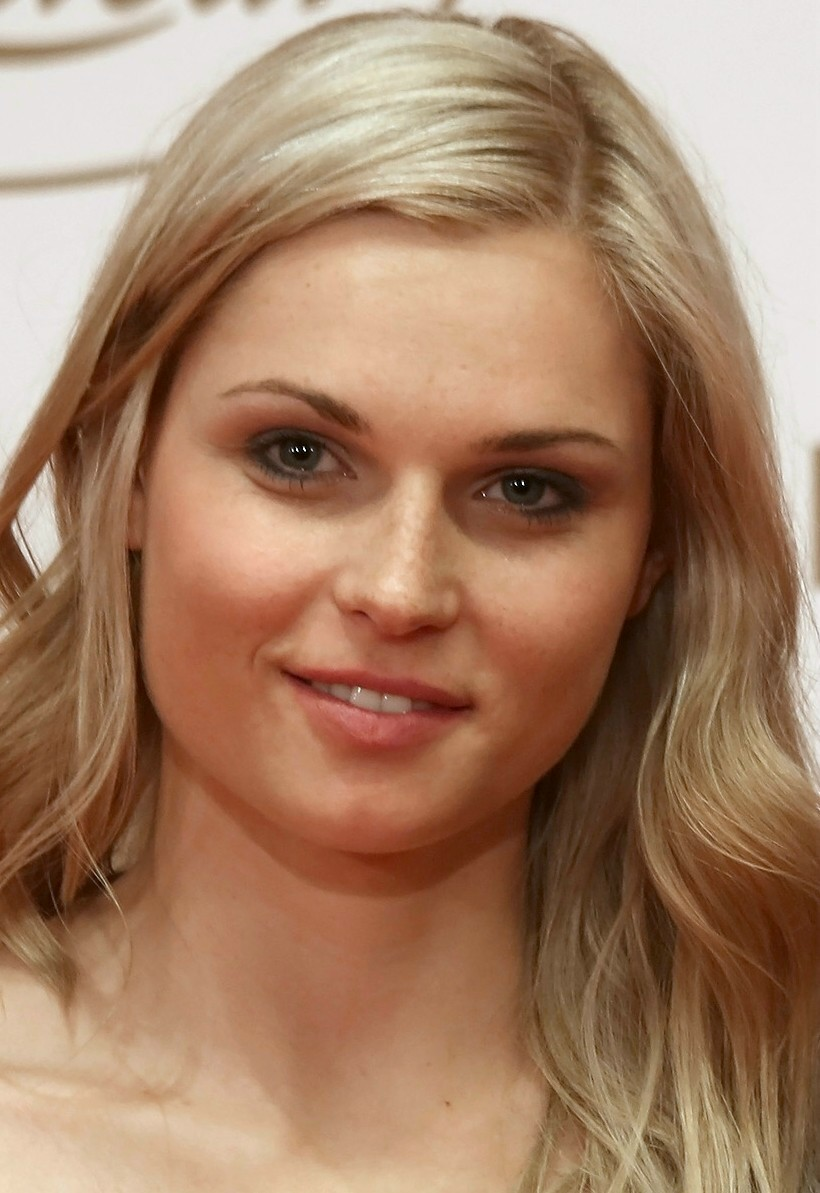
Anna Veith (* 1989)

- 1989: Anna Veith, österreichische Skirennläuferin
- 1990: Luke Adam, kanadischer Eishockeyspieler
- 1990: Monica Barbaro, US-amerikanische Schauspielerin
- 1990: Anja Blacha, deutsche Extremsportlerin
- 1991: Willa Holland, US-amerikanisches Model und Schauspielerin
- 1994: Claire Lavogez, französische Fußballspielerin
- 1994: Filippo Mondelli, italienischer Ruderer
- 1995: Jan Gyamerah, deutscher Fußballspieler
- 1997: Amine Harit, französischer Fußballspieler
- 1997: Max Records, US-amerikanischer Schauspieler
- 1998: Patricia Janečková, slowakische Opernsängerin
- 1999: Johan-Olav Botn, norwegischer Biathlet
- 2000: Hans Nicolussi, italienischer Fußballspieler

### 21. Jahrhundert

#### 2001–2025
- 2003: Alireza Firouzja, iranisch-französischer Schachgroßmeister
- 2003: Luka Đurić, bosnisch-deutscher Fußballspieler
- 2006: Wang Zisai, chinesischer Trampolinturner

## Gestorben

### Vor dem 16. Jahrhundert
- 0725: Aubert, fränkischer Bischof von Avranches
- 0741: Leo III., Kaiser von Byzanz
- 1053: Adalbert II., Graf von Winterthur
- 1053: Werner II., Graf von Maden
- 1061: Florens I., Graf von Holland
- 1095: Sophia von Ungarn, Markgräfin von Istrien und Krain sowie Herzogin von Sachsen
- 1164: Elisabeth von Schönau, deutsche Benediktinerin, Heilige
- 1178: Balduin I., Erzbischof von Bremen
- 1179: Erling Skakke, norwegischer Adliger
- 1185: Gunzelin I., Graf von Schwerin
- 1228: Mathilde I., Herrin von Bourbon
- 1234: Chūkyō, japanischer Kaiser
- 1250: Theresia von Portugal, Königin von Léon und Selige der römisch-katholischen Kirche
- 1251: Jutta von Holte, Äbtissin im Stift Nottuln und im Stift Metelen
- 1273: Jean de Cossonay, Bischof von Lausanne
- 1291: Alfons III., König von Aragón
- 1297: Guta von Habsburg, böhmische Königin
- 1308: Boniface de Challant, deutscher Geistlicher und Bischof
- 1312: Leutold I. von Kuenring-Dürnstein, österreichischer Adeliger
- 1333: Heinrich XV., Herzog von Niederbayern
- 1348: Gentile da Foligno, italienischer Arzt, Mediziner und Naturphilosoph
- 1371: Wolfhart I. von Brandis, Freiherr von Brandis
- 1441: Ludwig III., Herzog von Ohlau und Nimptsch, Lüben und Haynau
- 1464: Rogier van der Weyden, flämischer Maler
- 1485: Wilhelm I. von der Mark, niederländischer Adliger und Unruhestifter
- 1495: Johannes von Bärenfels, Politiker und Bürgermeister von Basel

### 16. bis 18. Jahrhundert
- 1512: Eitel Friedrich II., Graf von Hohenzollern
- 1531: Veronika Welser, Priorin des Dominikanerinnenklosters St. Katharina in Augsburg
- 1545: Johann Ludwig, Graf von Saarbrücken
- 1558: Anton von Schaumburg, deutscher Adeliger, Geistlicher und Erzbischof
- 1564: Anton von Stiten, Lübecker Bürgermeister
- 1579: Gilles de Berlaymont, niederländischer Offizier in spanischen Diensten

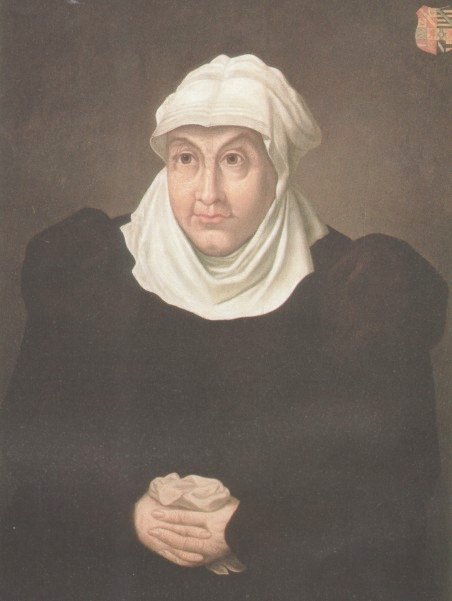
Juliana zu Stolberg († 1580)

- 1580: Juliana zu Stolberg, Stammmutter des Hauses Oranien
- 1597: Markus Fugger, deutscher Kaufmann und Grundbesitzer
- 1600: Eduard Fortunat, Markgraf von Baden
- 1604: Johann Conrad Meyer, Schweizer Politiker und Bürgermeister in Schaffhausen
- 1605: Aires de Saldanha, Vizekönig von Portugiesisch-Indien
- 1606: Joachim Strupp, deutscher Doktor der Medizin und Sachbuchautor
- 1622: Wolfgang von Paler der Jüngere, deutscher Kaufmann
- 1629: Piet Pieterszoon Heyn, holländischer Freibeuter
- 1642: Magnus Ernst Dönhoff, Woiwode von Pernau und Starost von Dorpat
- 1649: Juan Martínez Montañés, spanischer Bildhauer
- 1652: Johann Kasimir von Pfalz-Zweibrücken-Kleeburg, Pfalzgraf in schwedischen Diensten, Vater Königs Karl X.
- 1667: Luise Henriette von Oranien, Kurfürstin von Brandenburg

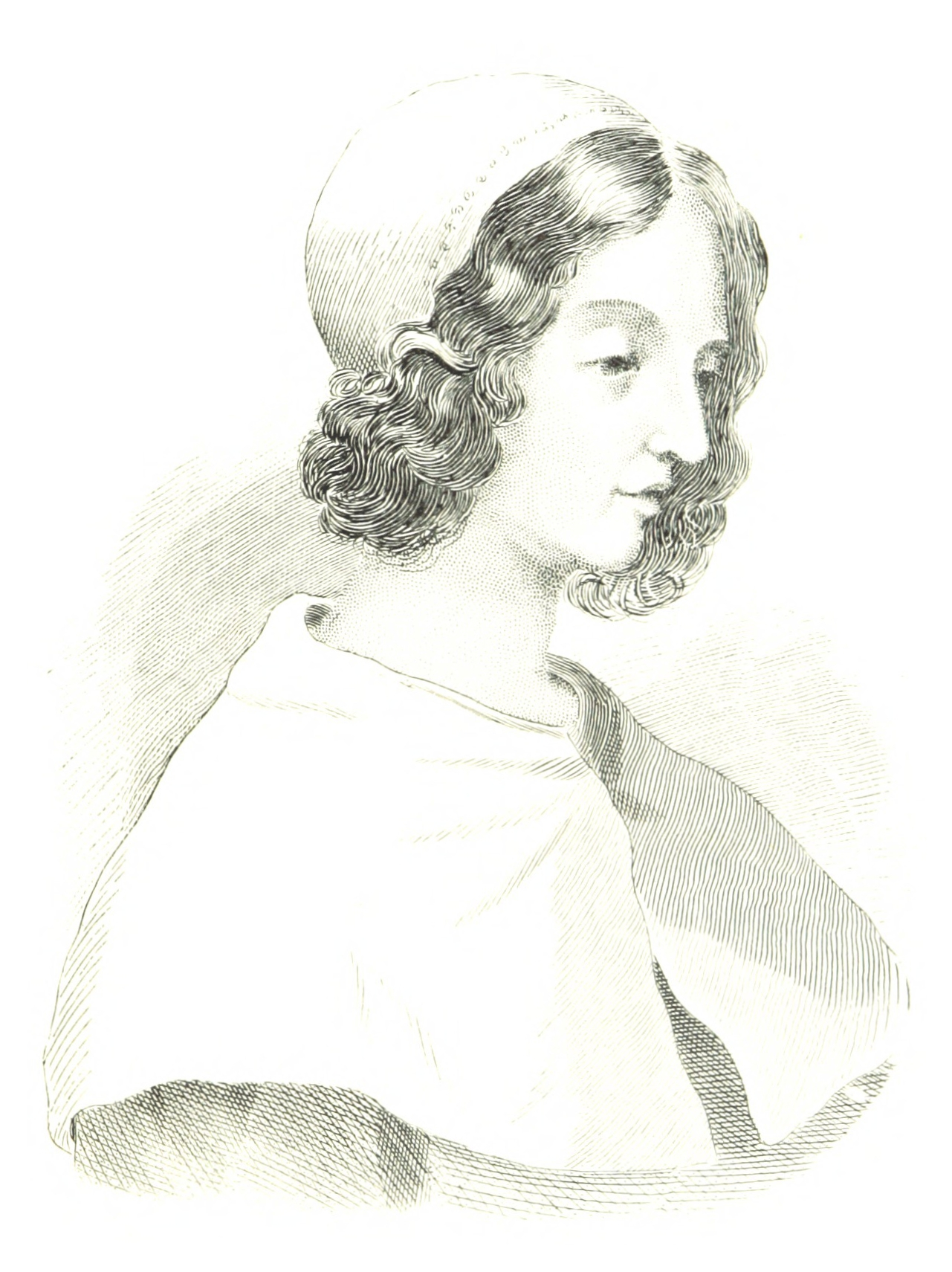
Jeanne Mance († 1673)

- 1673: Jeanne Mance, französische Laienschwester und Krankenpflegerin
- 1693: Johann Heinrich von Anethan, deutscher Generalvikar und Weihbischof
- 1697: Gregorio Barbarigo, Kardinal und Heiliger der römisch-katholischen Kirche
- 1715: Heinrich Franz von Mansfeld, österreichischer Diplomat, Feldmarschall und Hofkriegsratspräsident
- 1718: Wybrand Gerlacus Scheltinga, niederländischer Admiral in russischen Diensten
- 1721: Philipp, Landgraf von Hessen-Philippsthal
- 1726: Michel-Richard Delalande, französischer Komponist
- 1726: Michel Farinel, französischer Violinist und Komponist
- 1727: Georg Wartmann, Bürgermeister von St. Gallen
- 1739: Karl Friedrich, Herzog von Schleswig-Holstein-Gottorf
- 1756: Benjamin Gottlieb Gerlach, deutscher Pädagoge und Autor
- 1765: Ferenc Barkóczy, Erzbischof von Eger und Erzbischof von Gran
- 1772: Johann Ulrich von Cramer, deutscher Jurist und Philosoph
- 1772: Gerard van Swieten, österreichischer Mediziner
- 1773: Johann Christian Seidel, deutscher Theologe und Astronom
- 1780: Johann Philipp Seuffert, deutscher Orgelbauer
- 1787: Johann Georg von Wichmannshausen, kurfürstlich-sächsischer Geheimer Kammerrat, Kammer- und Bergrat
- 1799: Johann André, deutscher Musiker, Komponist und Musikverleger

### 19. Jahrhundert

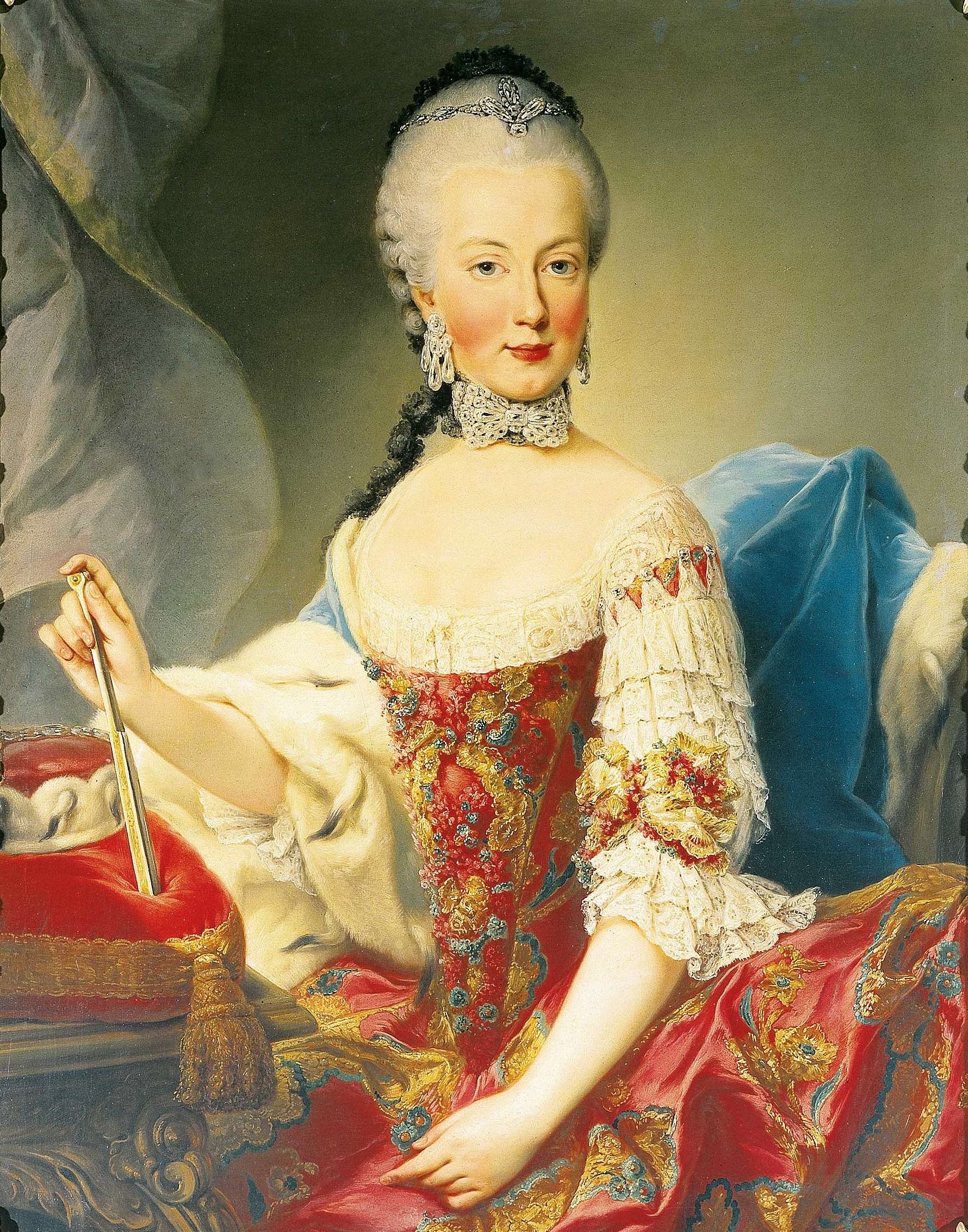
Maria Amalia von Österreich († 1804)

- 1804: Maria Amalia von Österreich, Herzogin von Parma
- 1807: Joseph Anton Gall, deutsch-österreichischer Priester und Pädagoge, Bischof von Linz
- 1810: Franz Anton Bagnato, Baumeister und Baudirektor der Deutschordensballei Schwaben-Elsass-Burgund
- 1815: Frédéric Guillaume de Donop, französischer General deutscher Abstammung
- 1815: Thomas Picton, britischer Generalleutnant, Gouverneur von Trinidad
- 1820: Johann Diederich Otto Zylius, deutscher Hauslehrer und physikalischer Privatgelehrter
- 1824: Ferdinand III., Großherzog von Toskana
- 1827: Giuseppe Avanzini, italienischer römisch-katholischer Geistlicher, Mathematiker und Physiker

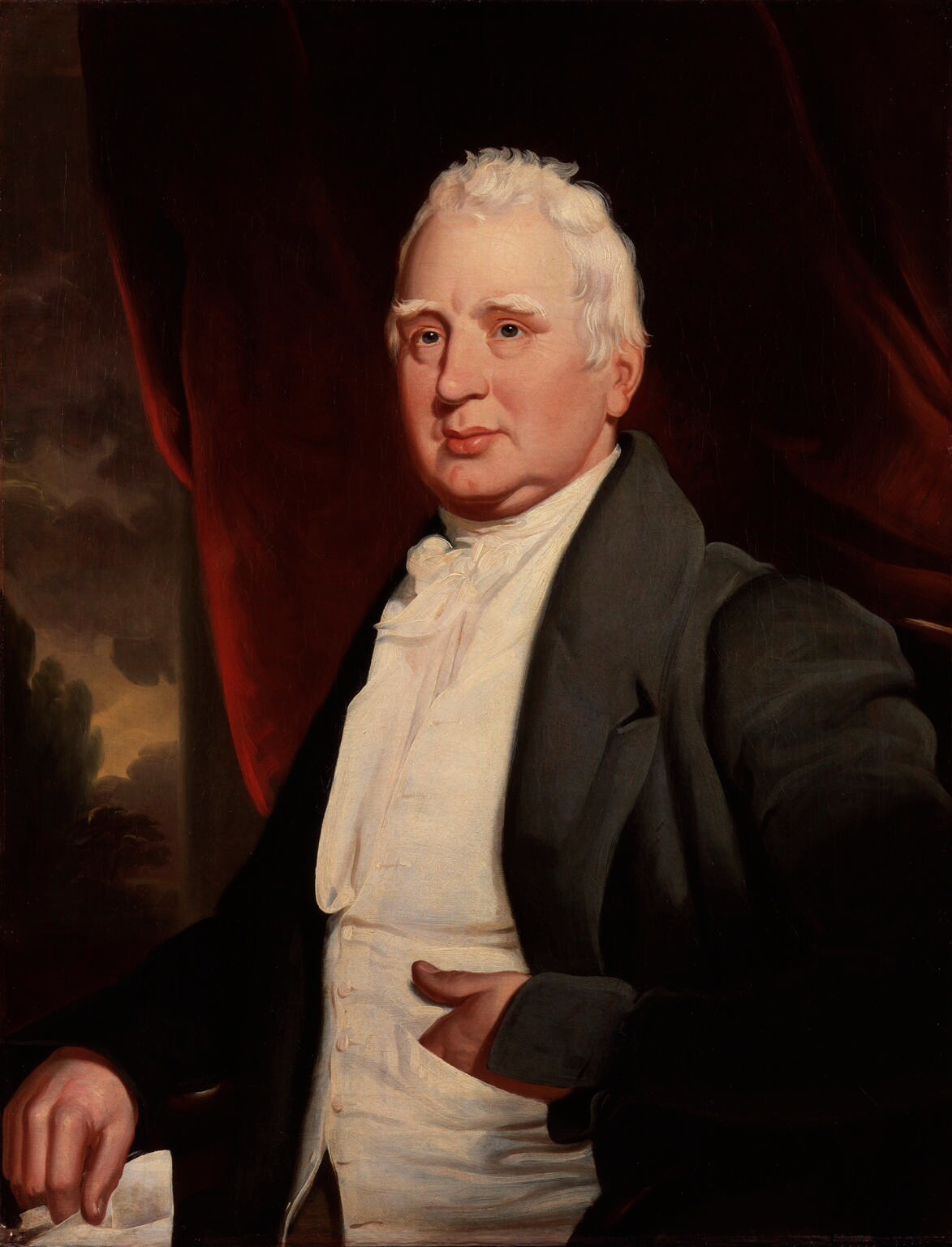
William Cobbett († 1835)

- 1835: William Cobbett, englischer Schriftsteller
- 1837: Carl Christian Horvath, deutscher Buchhändler und Gründer des Börsenvereins der Deutschen Buchhändler
- 1858: Carl Ritschl, deutscher evangelischer Theologe, Bischof und Generalsuperintendent von Pommern
- 1860: Friedrich Wilhelm von Bismarck, deutscher Generalleutnant und Militärschriftsteller
- 1864: Valentin Adrian deutscher Neuphilologe und Bibliothekar
- 1864: Albert Knapp, deutscher Dichter, Pfarrer und Begründer des Tierschutzvereins
- 1866: Jacob Karsten, deutscher Verwaltungsjurist
- 1870: Karl Eduard Vehse, deutscher Geschichtsschreiber
- 1875: Wilhelm Paul Corssen, deutscher Altphilologe und Etruskologe
- 1880: Johann August Sutter, Schweizer Kaufmann und Gründer von Neu-Helvetien
- 1887: Zsigmond Kovács, ungarischer römisch-katholischer Bischof
- 1897: Franz Krenn, österreichischer Komponist

### 20. Jahrhundert

#### 1901–1950
- 1901: Josip Murn, slowenischer Lyriker
- 1902: Jacob Achilles Mähly, Schweizer Altphilologe

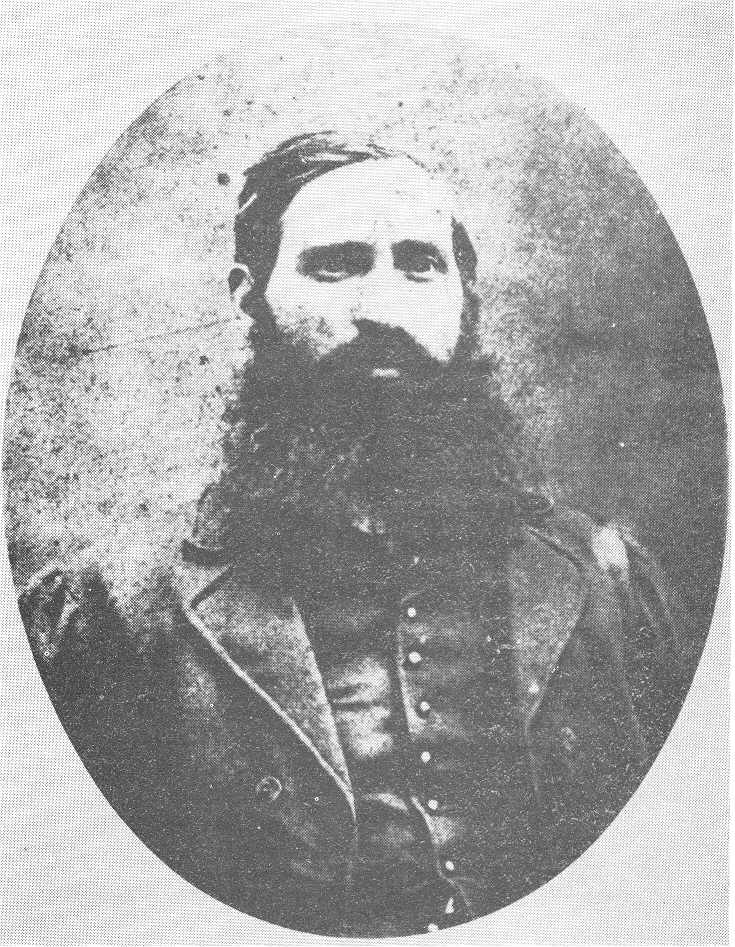
Carmine Crocco († 1905)

- 1905: Carmine Crocco, italienischer Brigant
- 1905: Hermann Lingg, deutscher Dichter
- 1906: Wenzel Lustkandl, österreichischer Politiker und Jurist
- 1906ː Hennie Raché, deutsche Schriftstellerin
- 1908: Charles Demôle, französischer Politiker
- 1911ː Charlotte von Veltheim, deutsche Domina, Vereinsgründerin und Krankenhausstifterin
- 1916: Helmuth Johannes Ludwig von Moltke, deutscher General in der preußischen und kaiserlichen Armee
- 1916: Max Immelmann, deutscher Jagdpilot im Ersten Weltkrieg (Adler von Lille)
- 1919: Isidor Petschek, deutschböhmischer Unternehmer
- 1919: Miklós Szebeny, ungarischer Ruderer
- 1920: Jewett W. Adams, US-amerikanischer Politiker, Gouverneur des Bundesstaates Nevada
- 1920: Alberto Barberis, italienischer Fußballspieler und Jurist
- 1921: Eduardo Acevedo Díaz, uruguayischer Schriftsteller und Politiker
- 1925: Mathilde in Bayern, Prinzessin von Bourbon-Sizilien
- 1926: Louis Svećenski, kroatisch-amerikanischer Bratschist, Geiger und Musikpädagoge

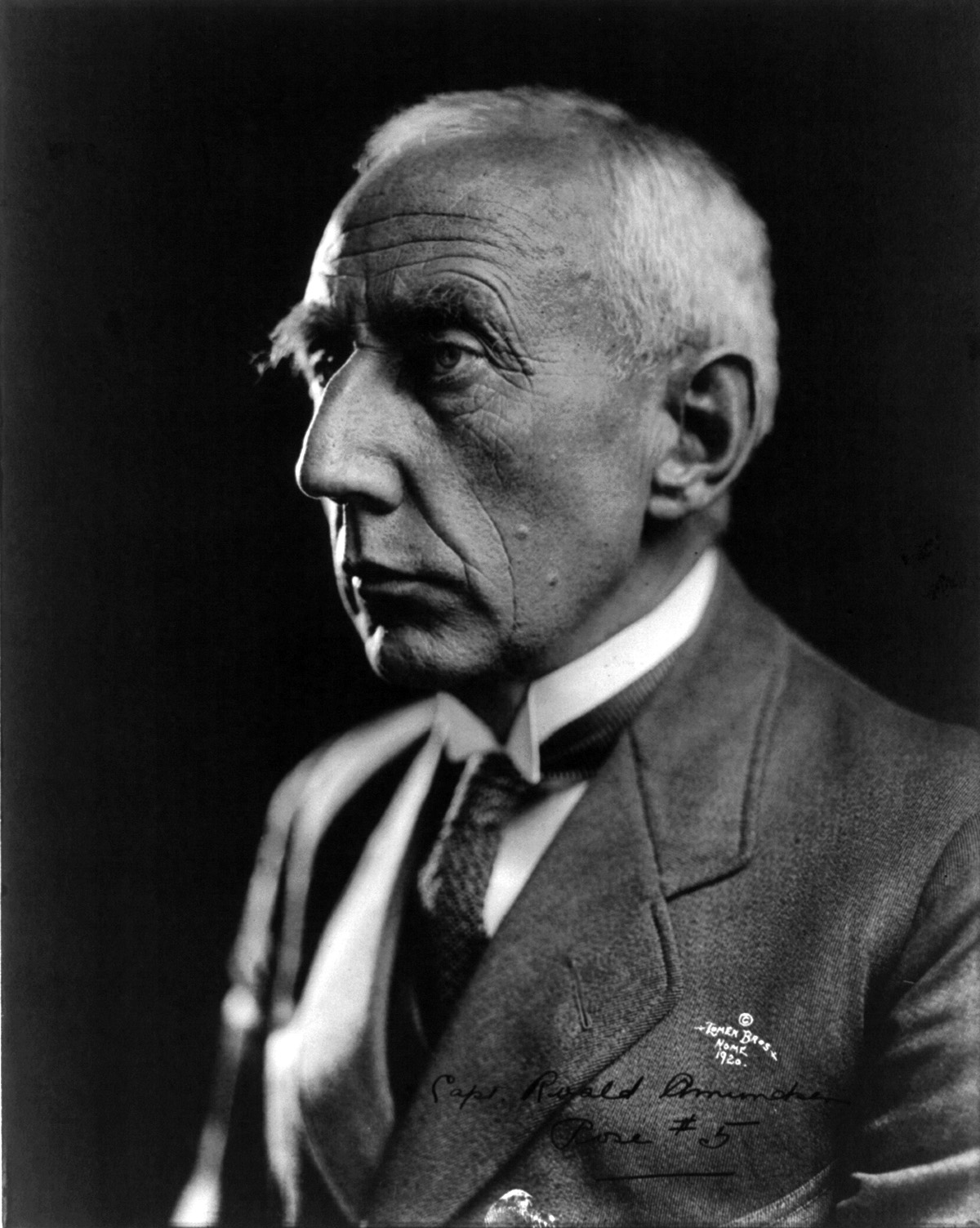
Roald Amundsen († 1928)

- 1928: Roald Amundsen, norwegischer Polarforscher
- 1929: Carlo Airoldi, italienischer Marathonläufer
- 1929: Hermann Wagner, deutscher Geograph
- 1930: Gabrielle von Neumann-Spallart, österreichische Komponistin
- 1935: René Crevel, französischer Schriftsteller
- 1936: Heinrich Lersch, deutscher Arbeiterdichter
- 1936: Maxim Gorki, russischer Schriftsteller
- 1936: Edith Miller, kanadische Sängerin
- 1936: Antal Szebeny, ungarischer Ruderer
- 1942: Jozef Gabčík, tschechoslowakischer Widerstandskämpfer
- 1942: Jan Kubiš, tschechoslowakischer Widerstandskämpfer
- 1942: Adolf Opálka, tschechoslowakischer Widerstandskämpfer
- 1942: Jaroslav Švarc, tschechoslowakischer Widerstandskämpfer
- 1942: Josef Valčík, tschechoslowakischer Widerstandskämpfer

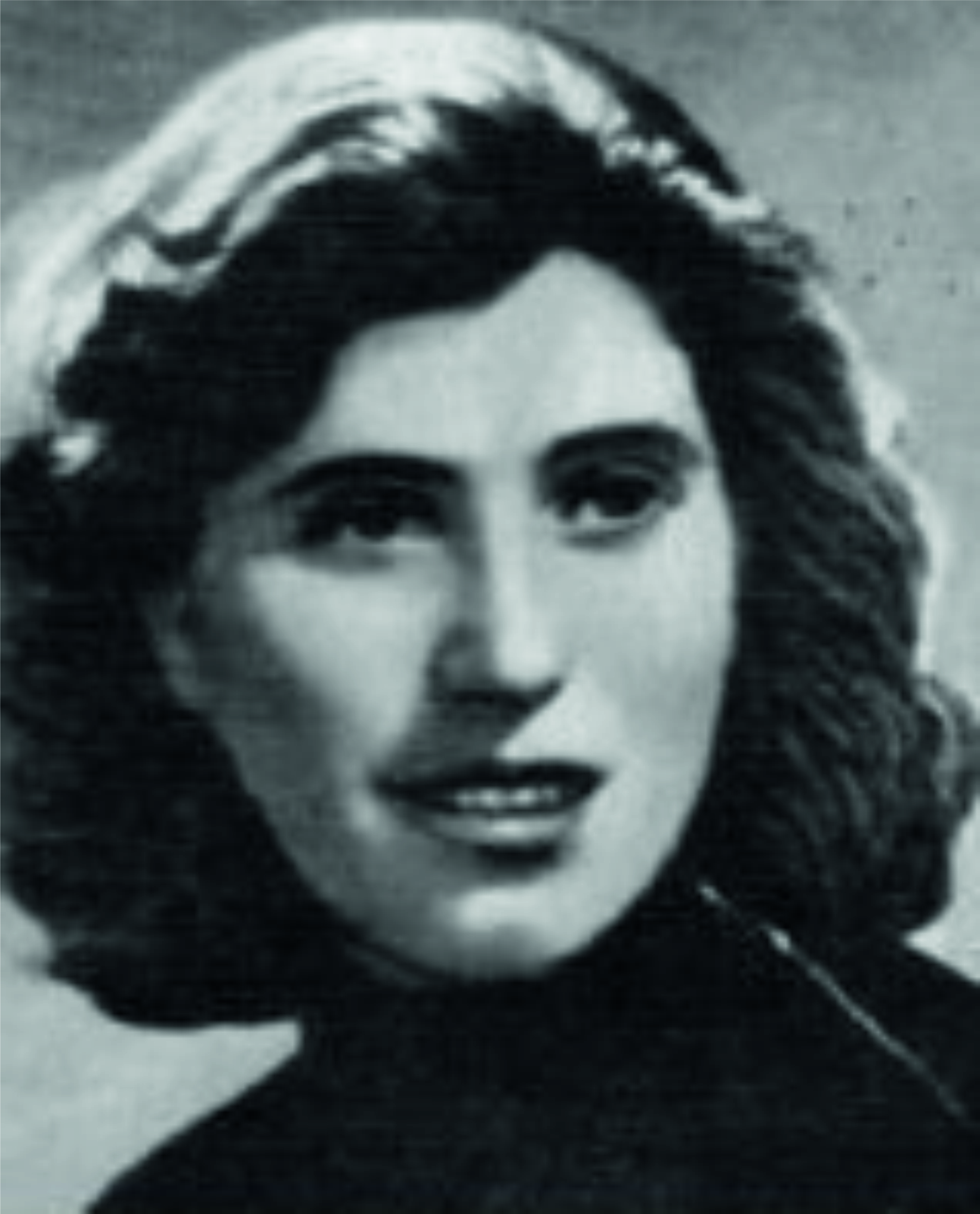
Violeta Yakova († 1944)

- 1944: Wioleta Jakowa, bulgarische Widerstandskämpferin
- 1945: Florence Bascom, US-amerikanische Geologin
- 1947: Eric Nares, britischer Offizier
- 1950: Kurt Witte, deutscher Altphilologe

#### 1951–2000
- 1951: Jean Majola, französischer Unternehmer und Automobilrennfahrer
- 1952: Efim Bogoljubow, ukrainisch-deutscher Schachgroßmeister
- 1952: Charles Montier, französischer Automobilrennfahrer und Fahrzeugkonstrukteur
- 1952: Heinrich Schlusnus, deutscher Opernsänger

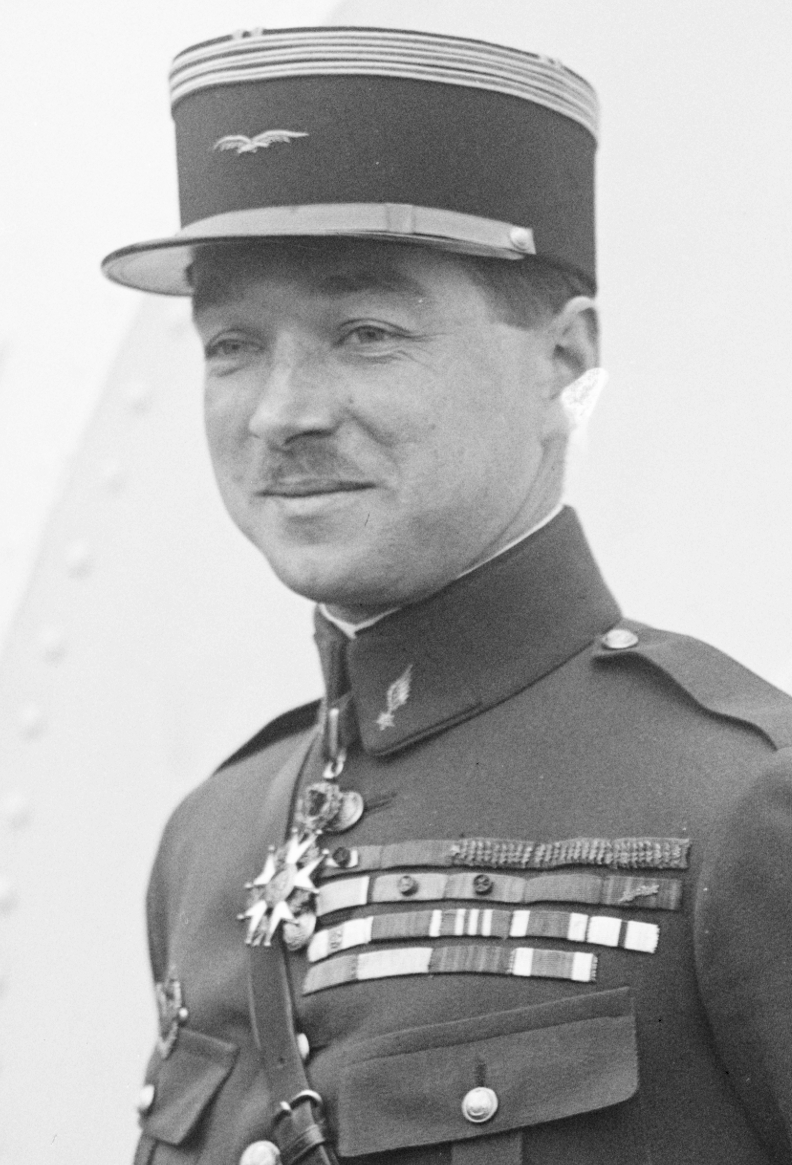
René Fonck († 1953)

- 1953: René Fonck, französischer Jagdflieger im Ersten Weltkrieg und Luftfahrtpionier
- 1954: Zygmunt Modzelewski, polnischer Politiker und Ökonom

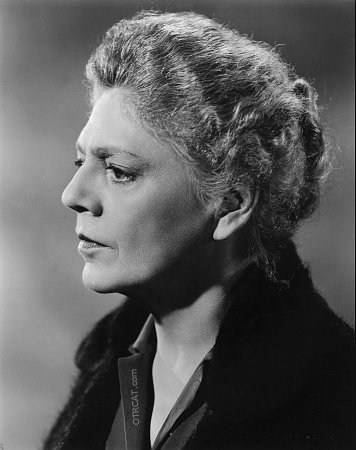
Ethel Barrymore († 1959)

- 1959: Ethel Barrymore, US-amerikanische Schauspielerin
- 1959: Vincenzo Cardarelli, italienischer Journalist, Schriftsteller und Dichter
- 1962: Volkmar Andreae, Schweizer Komponist und Dirigent
- 1962: Reinhold Huhn, deutscher Unteroffizier der Grenztruppen der DDR, getötet durch einen Fluchthelfer
- 1963: Pedro Armendáriz, mexikanischer Schauspieler
- 1963: August Geislhöringer, deutscher Politiker, MdL, Landesminister
- 1963: Robert Kautsky, österreichischer Theatermaler, Bühnen- und Kostümbildner
- 1964: Giorgio Morandi, italienischer Maler und Grafiker
- 1966: German Germanowitsch Galynin, russischer Komponist
- 1967: Beat Fehr, Schweizer Automobilrennfahrer
- 1967: Roland Totheroh, US-amerikanischer Kameramann
- 1970: Lili Schultz, deutsche bildende Künstlerin

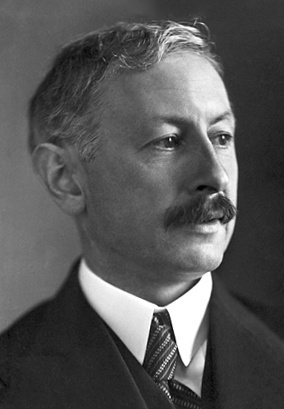
Paul Karrer († 1971)

- 1971: Paul Karrer, Schweizer Chemiker, Nobelpreisträger
- 1972: Johann Jakob Nater der Jüngere, Schweizer Organist und Hochschullehrer
- 1974: Georgi Konstantinowitsch Schukow, sowjetischer General und vierfacher Held der Sowjetunion
- 1976: Karl Adam, deutscher Rudertrainer
- 1976: Franz Mueller-Darß, deutscher Forstmann, Stabsoffizier der SS und Waffen-SS
- 1977: Jacqueline Audry, französische Filmregisseurin
- 1977: Franco Rol, italienischer Automobilrennfahrer
- 1979: Sigmund Graff, deutscher Schriftsteller
- 1980: Terence Fisher, britischer Filmregisseur
- 1980: Robert Hoernschemeyer, US-amerikanischer American-Football-Spieler
- 1980: Kazimierz Kuratowski, polnischer Mathematiker
- 1980: André Leducq, französischer Radrennfahrer

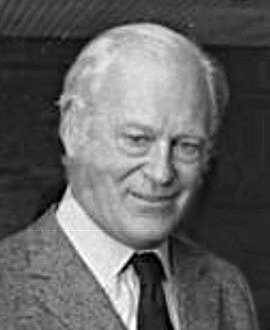
Curd Jürgens († 1982)

- 1982: Curd Jürgens, österreichischer Bühnen- und Filmschauspieler
- 1982: John Cheever, US-amerikanischer Schriftsteller
- 1982: Alfredo Gartenberg, österreichisch-brasilianischer Journalist und Verbandsfunktionär
- 1983: Marianne Brandt, deutsche Malerin, Bildhauerin und Designerin
- 1983: Izydora Dąmbska, polnische Philosophin, Erkenntnistheoretikerin, Übersetzerin und Hochschullehrerin
- 1983: Mona Mahmudnizhad, iranische Bahai
- 1984: Heinrich Wehking, deutscher Landwirt und Politiker, MdB
- 1986: Ágnes Salamon, ungarische Archäologin
- 1988: Archie Cochrane, britischer Epidemiologe
- 1990: Ulli Melkus, deutscher Automobilrennfahrer der DDR
- 1991: Marie-Louise von Rogister, deutsche Künstlerin
- 1992: Peter Allen, australischer Komponist und Entertainer
- 1992: Mordecai Ardon, israelischer Künstler
- 1992: Jürgen Spohn, deutscher Grafiker
- 1993: Wolfram Esser, deutscher Fernsehjournalist

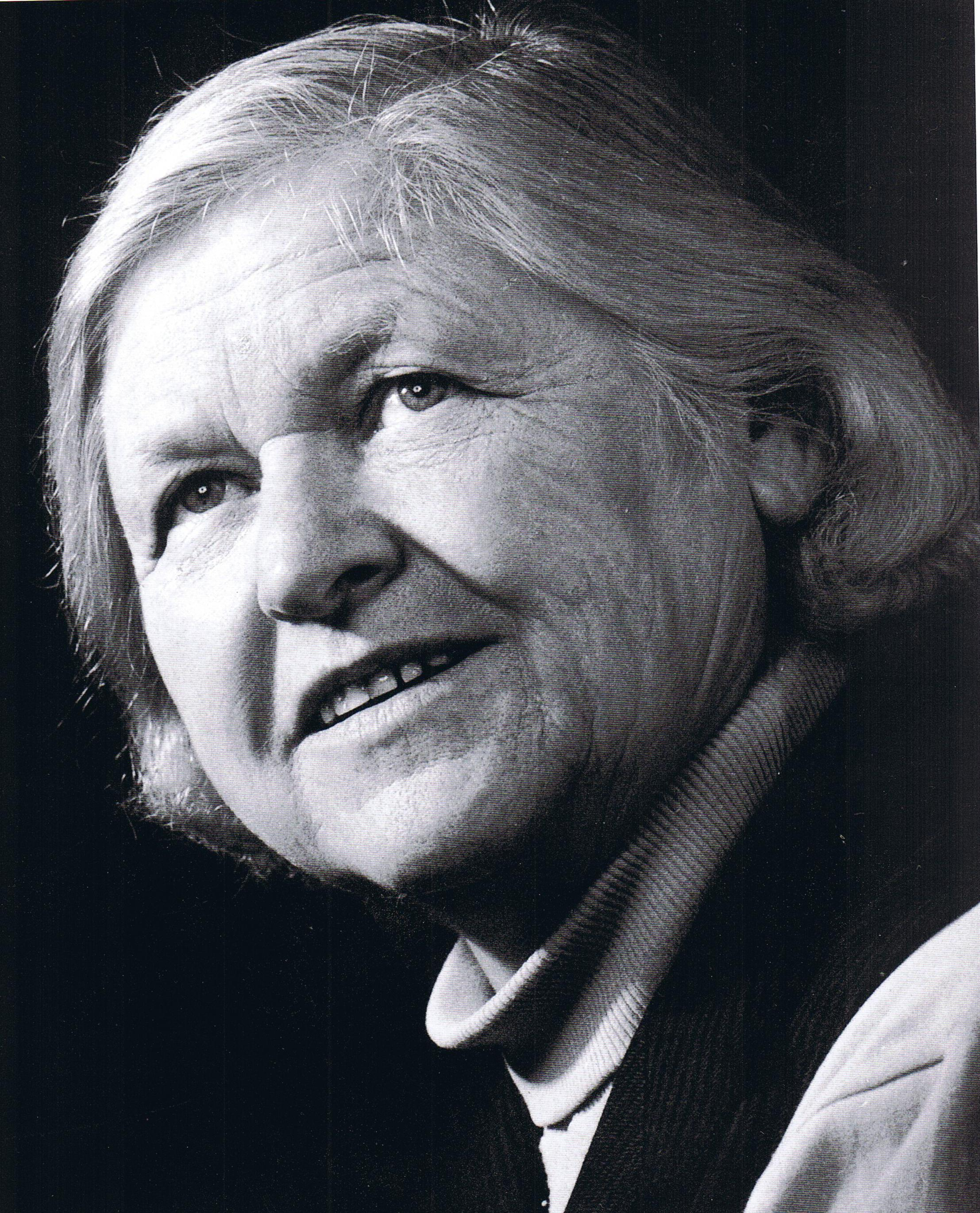
Margret Hofheinz-Döring († 1994)

- 1994: Margret Hofheinz-Döring, deutsche Malerin
- 1995: Harry Tisch, Mitglied des Politbüros des ZK der SED und Vorsitzender des FDGB in der DDR
- 1995: Karl Atzenroth, deutscher Unternehmer und Politiker, MdB
- 1995: Robert Schlienz, deutscher Fußballspieler
- 1996: Branko Bošnjak, jugoslawisch-kroatischer Philosophieprofessor
- 1997: Lew Sinowjewitsch Kopelew, russischer Germanist, Schriftsteller, Dissident und Humanist
- 1997: Héctor Yazalde, argentinischer Fußballspieler
- 1998: Henry Cooper, australischer Boxer
- 1998ː Lisbeth Frandsen, dänische Schauspielerin und Hörfunkmoderatorin
- 1998: Birger Jensen, dänischer Schauspieler
- 2000: Robert H. Abeles, US-amerikanischer Chemiker
- 2000: Luis Cardei, argentinischer Tangosänger

### 21. Jahrhundert
- 2001: Margrit Winter, Schweizer Schauspielerin
- 2002: Walter Villa, italienischer Motorradrennfahrer
- 2004: Heinz Hoene, deutscher Feuerwehrmann
- 2004: Hafiz Sabri Koçi, albanischer Theologe
- 2004: Peter Märthesheimer, deutscher Drehbuchautor
- 2006: Vincent Sherman, US-amerikanischer Filmregisseur
- 2006: Markus Zimmer, deutscher Musiker
- 2007: Vilma Espín, Präsidentin der Kubanischen Frauenorganisation
- 2008: Jean Delannoy, französischer Filmregisseur und Drehbuchautor
- 2008: Michel Waisvisz, holländischer Komponist, Improvisator und Entwickler elektronischer Musikinstrumente
- 2009: Giovanni Arrighi, italienischer Soziologe
- 2010: Bogdan Bogdanović, serbischer Architekt

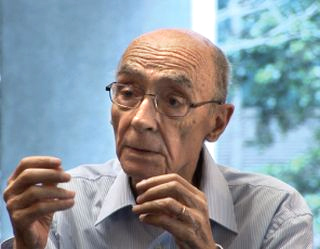
José Saramago († 2010)

- 2010: José Saramago, portugiesischer Romancier, Lyriker, Essayist, Erzähler, Dramatiker und Tagebuchautor, Nobelpreisträger
- 2011: Ulrich Biesinger, deutscher Fußballspieler
- 2011: Jelena Georgijewna Bonner, russische Politikerin
- 2011: Clarence Clemons, US-amerikanischer Saxophonist
- 2012: Bruno Lewin, deutscher Japanologe
- 2012: Urs Lott, Schweizer Eishockeyspieler
- 2012: Alketas Panagoulias, griechischer Fußballspieler und -trainer
- 2013: Gerhard Fink, deutscher Altphilologe und Fachdidaktiker
- 2013: Alfred Planyavsky, österreichischer Kontrabassist und Musikhistoriker

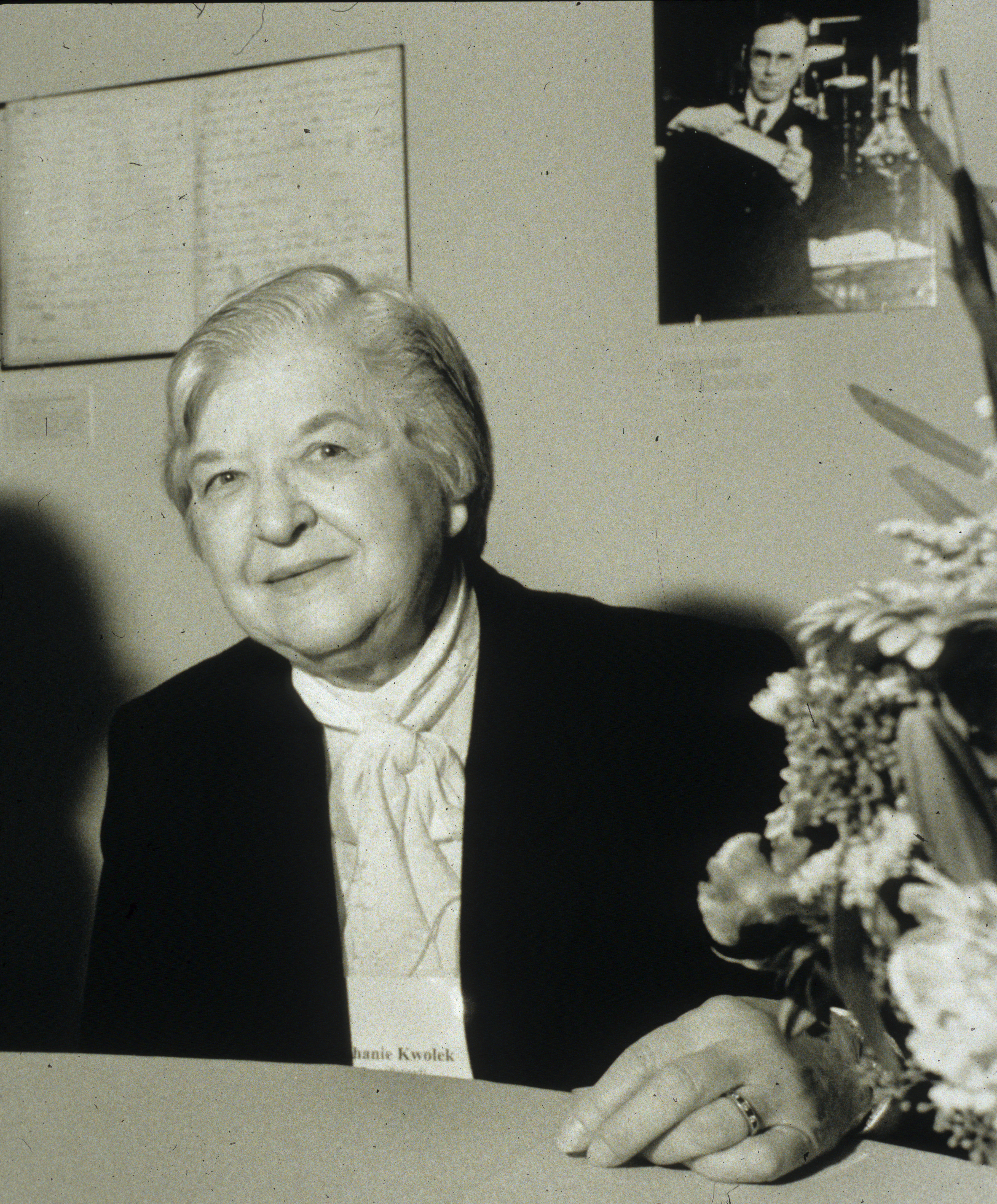
Stephanie Kwolek († 2014)

- 2014: Stephanie Kwolek, US-amerikanische Chemikerin

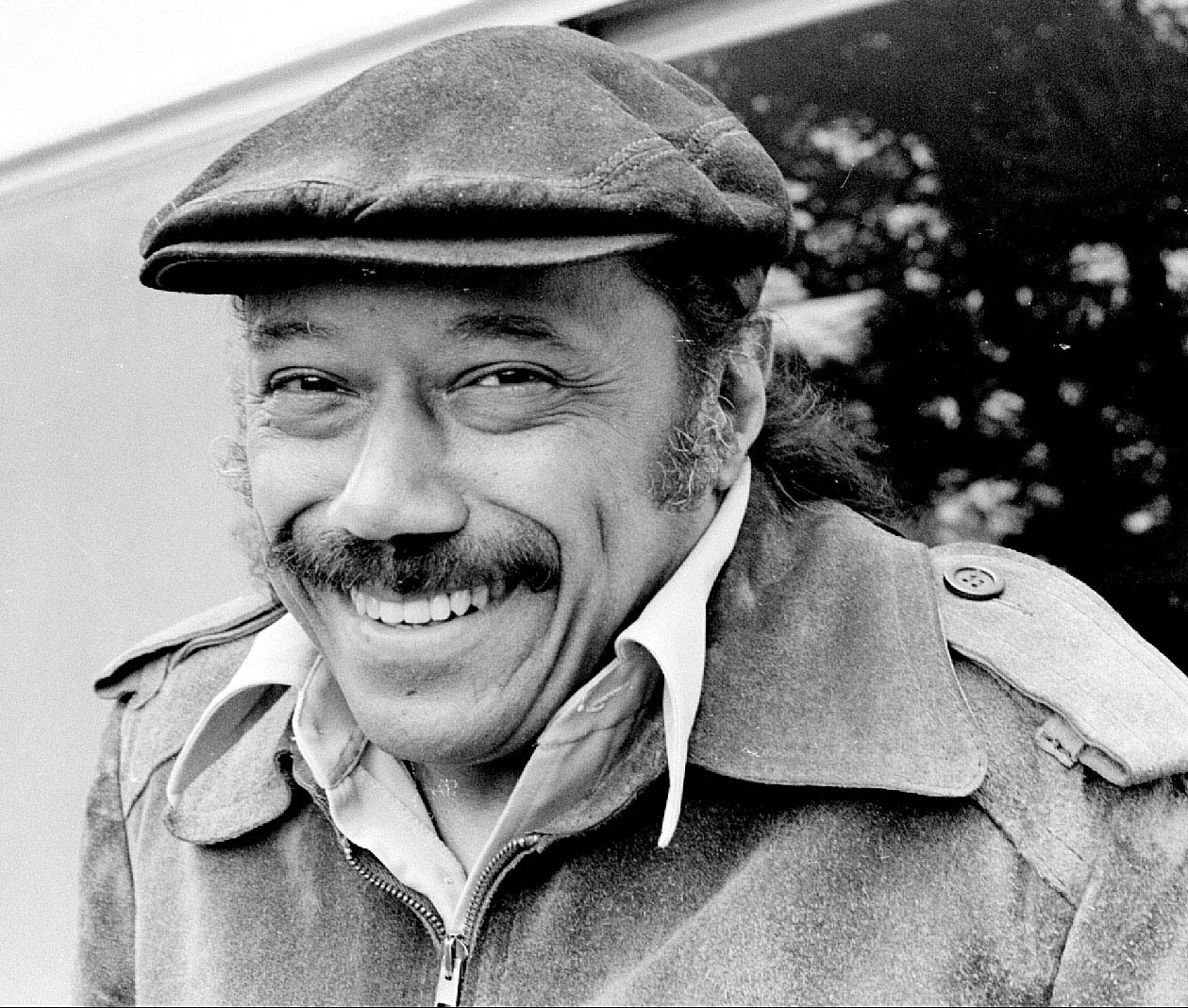
Horace Silver († 2014)

- 2014: Horace Silver, US-amerikanischer Jazzmusiker und -komponist
- 2015: Klaus Selignow, deutscher Fußballspieler
- 2015: Heinz Vater, deutscher Sprachwissenschaftler
- 2016: Peter Feuchtwanger, deutscher Pianist, Komponist und Klavierpädagoge
- 2016: Hans Ulrich Steger, Schweizer Karikaturist und Kinderbuchautor
- 2017: Lars Cavallin, schwedischer Geistlicher, katholischer Theologe und Schriftsteller
- 2017: Joel Joffe, südafrikanisch-britischer Rechtsanwalt und Politiker
- 2017: Tony Liscio, US-amerikanischer American-Football-Spieler
- 2018: Maria Rohm, österreichische Schauspielerin
- 2018: Leon White, US-amerikanischer Wrestler
- 2018: XXXTentacion, US-amerikanischer Sänger und Rapper
- 2019: Alexandre Masoliver, spanischer Zisterziensermönch und Ordenshistoriker
- 2019: Harriet Ndow, gambische Pädagogin und Bildungsunternehmerin
- 2020: Tibor Benedek, ungarischer Wasserballer
- 2020: Claus Biederstaedt, deutscher Schauspieler
- 2020: Sergei Nikititsch Chruschtschow, russisch-amerikanischer Raumfahrtingenieur und Politikwissenschaftler
- 2020: Vera Lynn, britische Sängerin

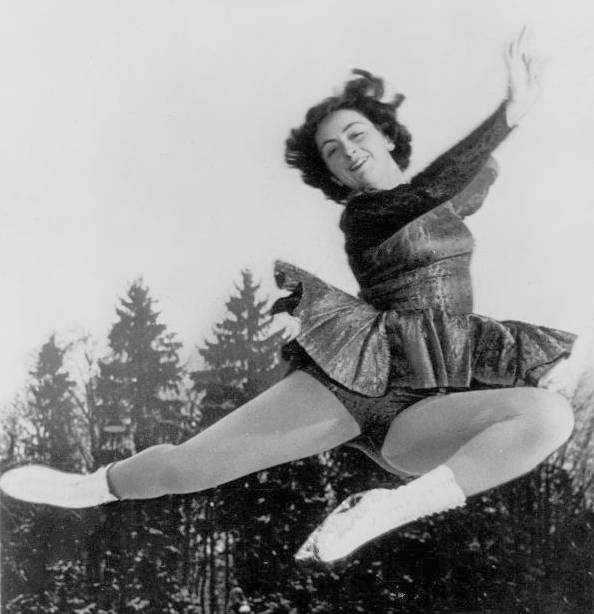
Jeannette Altwegg († 2021)

- 2021: Jeannette Altwegg, britische Eiskunstläuferin
- 2022: Alberto Bozzato, italienischer Ruderer
- 2022: Mamadou Sarr, senegalesischer Leichtathlet
- 2022: Ronald Theseira, malaysischer Fechter
- 2023: Evamaria Bath, deutsche Schauspielerin

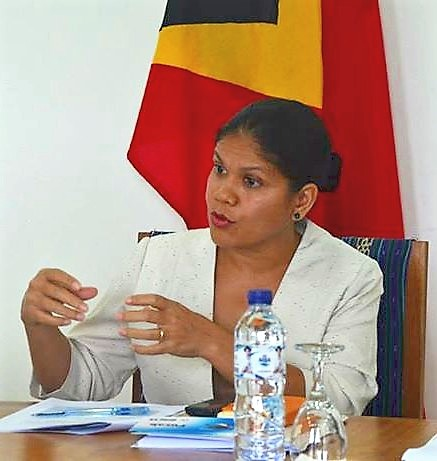
Isabel da Costa Ferreira († 2023)

- 2023: Isabel da Costa Ferreira, Politikerin aus Osttimor
- 2023: Cornel Țăranu, rumänischer Komponist und Dirigent
- 2024: Anouk Aimée, französische Filmschauspielerin
- 2024ː Anthea Sylbert, US-amerikanische Kostümbildnerin, Filmproduzentin und Drehbuchautorin
- 2025: Guy Husson, französischer Hammerwerfer
- 2025: Konstantin Kokora, sowjetischer Eiskunstläufer

## Feier- und Gedenktage
- Kirchliche Gedenktage
  - Albert Knapp, deutscher Pfarrer und Dichter (evangelisch)
  - Hl. Moses der Äthiopier, nordafrikanischer Einsiedler, Priester und Märtyrer (koptisch)

- Weitere Informationen zum Tag
  - Autistic Pride Day (seit 2005)

Weitere Einträge enthält die Liste von Gedenk- und Aktionstagen.